# 巴勒斯坦托管地犹太人暴动
在1944年至1948年之间，犹太复国主义的地下准军事组织开展了一场反对英国统治巴勒斯坦託管地的活动。犹太复国主义地下组织与英国当局之间的紧张关系从1938年开始紧张起来，并随着1939年白皮书的出版而加剧。该白皮书呼吁十年内要建立一个独立的巴勒斯坦国，并且规定五年内犹太人移民数量不应超过75,000人且限制犹太人购买土地。尽管第二次世界大战缓解了双方的关系，但在战争接近尾声时，紧张局势再次升级为武装斗争。
哈加拿是巴勒斯坦最大的犹太地下民兵组织，由官方承认的巴勒斯坦犹太人领导层控制并与英国合作。到了1944年，哈加拿一个分支——伊尔贡发起了反抗英国统治的叛乱并加入了一直积极反对当局的莱希。两者都是右翼修正派犹太复国主义的异议派民兵组织。他们经常袭击警局和政府机构，以回应英国对犹太人移民限制。
第二次世界大战最后阶段，武装冲突升级，伊尔贡于1944年2月正式宣布叛乱，结束了1940年开始的行动中断期。叛乱从1944年莱希在开罗刺杀莫因男爵开始。哈加拿在被称为“狩猎季节”的犹太人内乱时期积极反对伊尔贡和莱希并有效地制止了叛乱。然而，在1945年秋天，随着第二次世界大战的结束，英国明确表示不会允许大量犹太人移民巴勒斯坦，并且无意立即建立一个犹太人定居点。也因此，原先支持英国政府的哈加拿开始了与另外两个地下组织进行合作，共同组建了犹太抵抗运动。 哈加拿没有选择与英国军队直接对抗，而是集中力量攻击英国对犹太移民控制，而伊尔贡和莱希则是攻击军事和警察机构。1946年7月，大卫王酒店爆炸案发生后，抵抗运动在相互指责中解散。伊尔贡和莱希开始独立行动，而哈加拿继续主要支持和帮助犹太移民。 由于联合国在巴勒斯坦设立了调查委员会，哈加拿再次短暂地压制伊尔贡和莱希的行动。1947年11月29日联合国大会第181号决议通过后，巴勒斯坦犹太人和阿拉伯人之间的内战使双方之前与英国的紧张关系黯然失色。然而，在内战期间，英国和犹太复国主义军队持续发生冲突，直到1948年5月14日英国对巴勒斯坦的委任统治终止以及以色列宣布独立建国。
英国内部对巴勒斯坦政策存在深刻分歧。超过数百名英国士兵、犹太武装分子和平民在叛乱活动中丧生。这场冲突导致英国反犹太主义加剧。 1947年8月，两名被绑架的英国中士被绞死后，英国各地爆发了广泛的反犹太人骚乱。 这场冲突导致英美关系紧张。

## 背景

### 两次世界大战之间
尽管1917年《贝尔福宣言》和国际联盟的英国托管巴勒斯坦条款都呼吁在巴勒斯坦为犹太人民建立一个家园，但英国并不接受巴勒斯坦与欧洲犹太人的处境之间有任何联系。1935年纽伦堡法案颁布后，纳粹德国开始迫害犹太人，许多德国本土的犹太人逃往国外寻求庇护，到1939年底，已有约80,000人在英国本土获得庇护。 

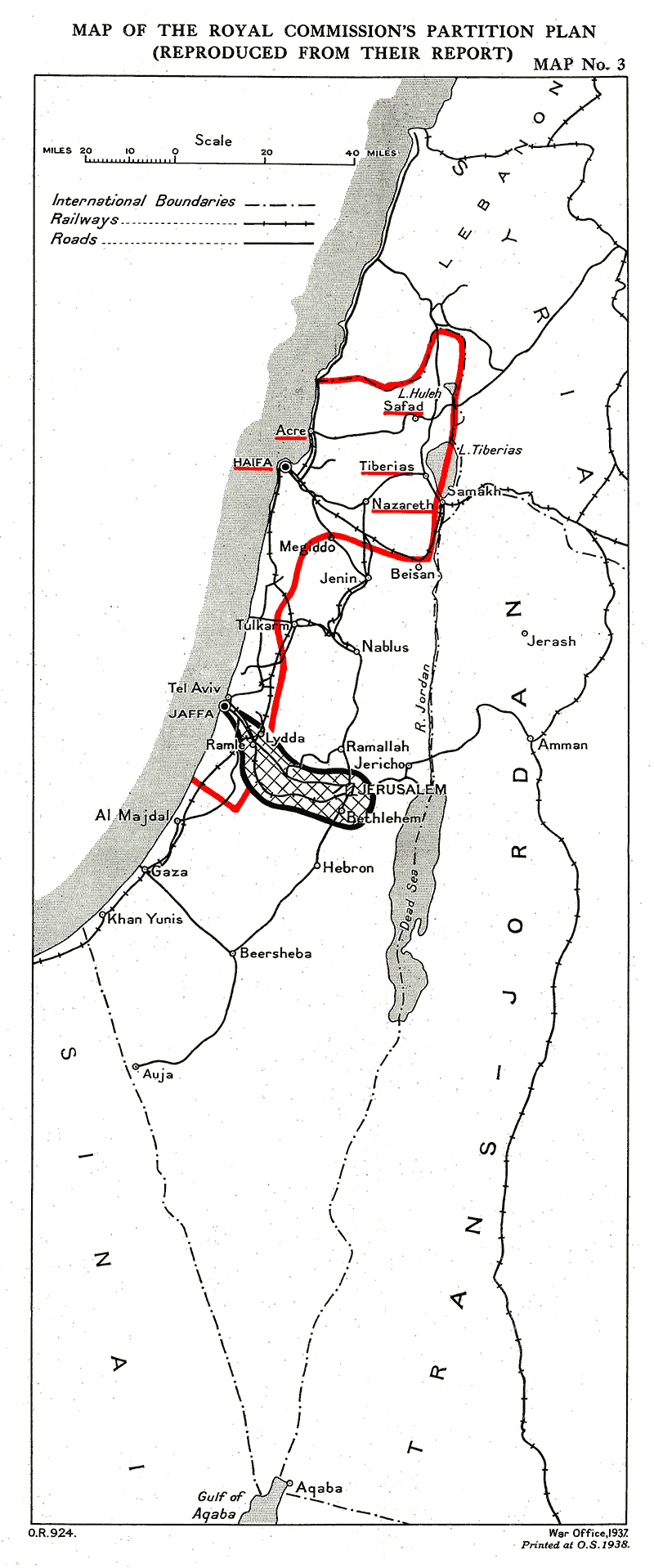
皮尔委员会于1937年7月提出的分治计划

1936年，巴勒斯坦阿拉伯人大起义后不久，厄尔·皮尔（Earl Peel）领导一个委员会开始考虑解决方案。皮尔委员会提议分割巴勒斯坦，其中涉及强制迁徙一些阿拉伯和犹太居民。不过，1937年8月，第二十次犹太复国主义代表大会决议：“不接受皮尔委员会提出的分治方案”；但它希望“继续进行谈判，以澄清英国政府关于在巴勒斯坦建立犹太国家的提议的确切实质内容”。 
伍德黑德委员会（又称“巴勒斯坦分治委员会”）进行了进一步的尝试并出台了一篇报告，最终于1938年11月11日发布了一份政府报告。这篇报告的结论是：“国王陛下的政府在仔细研究了分治委员会的报告后得出的结论是，进一步的审查表明，在巴勒斯坦境内建立独立的阿拉伯人和犹太人国家的提议所涉及的政治、行政和财政困难是如此之大以至于这个问题的解决方案是不切实际的。”
英国还参加了1938年讨论德国难民问题的埃维昂会议。巴勒斯坦没有被视为避难所，因为它可能会加剧正在进行的阿拉伯人起义。犹太复国主义者自然希望巴勒斯坦成为所有此类难民的主要目的地。

### 英国的移民限制和1939年白皮书
1920年代，英国对犹太人移民巴勒斯坦以及犹太人购买土地施加限制，声称这些决定是出于对该国经济吸收能力的担忧。20世纪30年代，英国当局对移民证书设定了配额，并授权以色列犹太事务局发放。第二次世界大战爆发前不久，英国释出了1939年白皮书。白皮书拒绝了将巴勒斯坦分为犹太国家和阿拉伯国家的构想，并宣布该国将成为一个以阿拉伯人占多数的独立的双民族国家。这篇白皮书限制了犹太人的移民，从1940年到1944年，只允许75,000名犹太人移民到巴勒斯坦，其中包括每年10,000人的年度配额和25,000人的补充配额，以应对同期发生的难民紧急情况。此后，进一步的犹太移民将取决于阿拉伯多数人的同意。向犹太人出售阿拉伯土地也受到限制。
为了应对英国的限制，很多犹太人开始偷渡进巴勒斯坦。最初，犹太人通过陆路进入巴勒斯坦，主要是偷偷越过北部边境，在那里他们能够得到边境犹太人定居点提供的帮助，因此死亡人数很少。20世纪30年代初，通过穿越北部边境进入巴勒斯坦变得更加困难时，人们开始使用其他路线。数以千计的犹太人持学习或旅游签证来到巴勒斯坦并黑在那里。许多犹太妇女也与巴勒斯坦居民建立虚假婚姻，以便获得家庭团聚的许可。1934年，波兰HeHalutz运动的约350名不愿等待签证的犹太人乘坐瓦洛斯号包租船前往巴勒斯坦，这是第一次通过海运将犹太人带到巴勒斯坦。1937年，又有两艘载有非法移民的船只抵达，1938 年和 1939年又抵达了几艘。这些航行主要是由修正派犹太复国主义组织和伊尔贡组织的。直到1938年，犹太机构一直反对非法移民，担心这会影响签发移民证书的数量。
总体而言，1929年至1940年间，尽管受到英国的限制，还是出现了一段被称为“第五次回归”的大规模犹太移民时期。近 250,000 名犹太人（其中 20,000 人后来离开）移民到巴勒斯坦，其中许多人是非法移民。
第二次世界大战爆发时，巴勒斯坦托管地当局正处于镇压1936年至1939年阿拉伯武装起义的最后阶段。所有犹太组织，包括欧洲的犹太复国主义者，也在犹太人抵抗纳粹的过程中发挥了重要作用，并与包括英国在内的盟军结盟。
依舒夫暂时搁置了与英国在白皮书问题上的分歧，认为击败纳粹是更紧迫的目标。巴勒斯坦犹太人领袖大卫·本·古里安发出呼吁，要求犹太人“像没有白皮书一样支持英国，像没有战争一样反对白皮书”。 战争期间，大量巴勒斯坦犹太人自愿加入英国军队，主要在北非服役。当时巴勒斯坦有 470,000 名犹太人，其中约有 30,000 人在战争期间在英国军队服役。 
1939年9月，随着阿拉伯起义的平息，犹太人和阿拉伯人之间的紧张关系也有所缓和。战争期间，巴勒斯坦阿拉伯人中，纳沙什比家族支持英国，而以流亡者阿明·侯赛尼为首的另一个巴勒斯坦派系则支持轴心国。而阿明·侯赛尼也成为轴心国最著名的阿拉伯合作者。 
巴勒斯坦军团成立于1942年，由3个犹太人营和1个阿拉伯人营组成，共有3,800名志愿者。特别审讯组也成立于 1942 年，是一支由讲德语的巴勒斯坦犹太人组成的突击队。它在西部沙漠战役期间执行突击队和破坏行动。
伊尔贡于1939年9月停止了所有反英活动，转而支持英国。一支伊尔贡部队被派去协助在北非作战的英国军队。1941年，伊尔贡的创始人之一大卫·拉齐尔(David Raziel)在伊拉克与英国人对抗该国亲轴心政权的战斗中被杀。伊尔贡还向英国提供了来自东欧和北非的情报，并允许成员加入英国陆军。
然而，1940年8月，伊尔贡成员亚伯拉罕·斯特恩成立了莱希 ，他们主张与英国进行武装斗争，迫使他们离开巴勒斯坦并立即建立一个犹太国家。斯特恩不知道纳粹想要灭绝犹太人，他认为希特勒想通过移民使德国成为“没有犹太人的国家”。斯特恩提议与纳粹德国结盟，向德国人提供帮助，帮助他们征服中东并驱逐英国人以及阿拉伯人你，以换取在巴勒斯坦建立一个犹太国家，以此来接纳更多的欧洲犹太人。  然而，他的提议并没有得到很多犹太人的支持，反而让他的名声一落千丈。1942年，斯特恩被英国警察逮捕并在特拉维夫杀害。
战争期间，英国陆军中有一支由来自巴勒斯坦的犹太男女组成的特种伞兵部队，大约有250人。该部队的成员主要通过空投被派往被占领的欧洲，帮助组织和参与当地的抵抗活动。
1942 年 12 月，当盟军得知欧洲犹太人遭到大规模屠杀后，英国仍然拒绝改变其限制移民的政策，也拒绝接纳来自纳粹控制的欧洲的犹太人，其数量超出了白皮书规定的配额。不过，超过一半的船只被英国皇家海军拦截。大多数被拦截的非法移民被送往位于塞浦路斯的拘留营，英国在塞浦路斯一共关押了5万名试图偷渡到巴勒斯坦地区的犹太人。有些非法移民被送往巴勒斯坦地区的拘留营，还有些被送往毛里求斯。一些人为避免被逮捕选择跳海求生，但是很多人在偷渡时淹死。 英国还阻止了巴勒斯坦犹太人贿赂纳粹成员以释放欧洲犹太人的企图。当大屠杀为盟军所知时，巴勒斯坦还剩下34,000份犹太移民签证。 1943年，大约一半的剩余签证被分发，到战争结束时，仍然剩下3000张签证。 
1944年9月，以巴勒斯坦军团为核心的犹太旅成立。该旅由近5000名志愿者组成，包括前巴勒斯坦军团的3个营、第200野战团、皇家炮兵和数支支援部队。该旅于1944年底参与意大利战役，随后又参加了1945年的葡萄弹行动。

## 历史

### 英国对犹太移民的限制
1945年英国大选期间，工党承诺，如果他们重新掌权，他们将废除1939年的白皮书，允许犹太人自由移民巴勒斯坦，甚至强制转移当地的阿拉伯人，将巴勒斯坦变成犹太民族的家园，并逐渐演变为犹太民族的家园。一个独立的国家。然而，在工党当选后，新任工党外交大臣欧内斯特·贝文决定继续维持对犹太移民的严格限制。战前，贝文曾担任英国最大工会TGWU的主席，并以此身份领导了一场阻止德国犹太人移民到英国的运动。 贝文赞成白皮书将巴勒斯坦变成一个阿拉伯国家，并且犹太人只是巴勒斯坦的少数民族，并担心犹太国家的建立会激怒阿拉伯人并危及英国作为中东主导国家的地位。贝文还认为，流离失所的大屠杀幸存者应该在欧洲重新定居而不是在巴勒斯坦。 
由于英国的移民限制，犹太机构执行官转向非法移民。在接下来的几年里，数以万计的犹太人在一项名为“移民组织B”的计划中乘坐过度拥挤的船只驶向巴勒斯坦，其中大部分船只被英国海军拦截并把犹太人监禁在集中营中。这些乘坐船只偷渡巴勒斯坦的犹太人，绝大多数是欧洲犹太人，包括许多大屠杀幸存者，也有一些来自北非的犹太人参与其中。
在欧洲，由阿巴·科夫纳领导的前犹太游击队开始组织逃亡路线，他们将犹太人从东欧带到地中海地区，在那里犹太人机构组织船只将他们运往巴勒斯坦。 德国占领区的英国官员拒绝承认犹太人是一个民族群体，并要求他们返回原籍地，并试图阻止犹太人移民巴勒斯坦。也因此，英国政府向大量犹太难民的来源地波兰施加外交压力，要求波兰政府限制犹太人移民，因为波兰允许犹太人无需签证或出境许可就可以离开波兰前往其他国家，但他们的努力被证明是徒劳的。  1947年，英国军情六处发起了“阻碍行动”，这是一项秘密行动，通过让特工在船上埋设炸弹，炸毁停靠在意大利港口的犹太难民船，以此来阻止犹太人进入巴勒斯坦。从1947年夏天到1948年初，军情六处共进行了五次此类袭击，成功摧毁了一艘船并损坏了另外两艘船。另外两枚炸弹在爆炸前被发现。一份报告称，“约30艘载有非法移民的船只中只有一艘抵达目的地”。  
在非法移民的早期阶段，很多犹太组织使用小型船只来运送犹太难民，但很快便使用大型船只。这些犹太组织总共使用了约60艘船只，其中包括从美国购买的10艘船只。船员中有很多犹太裔美国人和犹太裔加拿大志愿者。为了防止犹太非法移民到达巴勒斯坦，以色列建立了海上封锁以阻止载有非法移民的船只，并对移民途经的国家进行情报工作以及施加外交压力。当非法移民船被发现时，英国军舰就会靠近，而非法移民船经常猛烈摇晃以避免被登船。由皇家海军陆战队和伞兵组成的英国登船队将被派去控制这艘船。在被发现的难民船中，他们遭到了一定程度的抵抗，其中13起暴力抵抗事件，登船者遭到乘客携带棍棒、铁棍、斧头、燃烧弹和手枪等武器的攻击。皇家海军舰艇也会撞击非法移民船，登船部队强行登上船只，并进行近距离肉搏战以获得控制权。有五起事件中使用了枪支。在这些遭遇中，两艘皇家海军军舰因与移民船相撞而受损。七名英国士兵在控制移民船只的战斗中丧生，其中大部分是被乘客推下船后溺水身亡，有六名乘客也被杀。  1945年至1948年，约有8万名非法移民试图进入巴勒斯坦。大约49艘非法移民船只被扣押，66,000人被拘留。 另有约1,600人溺水身亡。
1945 年，阿特利特拘留营被重新开放。该拘留营建于20世纪30年代，用于关押逃离欧洲的非法犹太移民，在第二次世界大战期间，它被用来关押逃离大屠杀的犹太难民，直到1942年被关闭。随着越来越多的非法移民开始抵达巴勒斯坦，营地重新开放。1945年10月，帕拉玛赫的一次突袭释放了208名被拘押者。1946年7月大卫王酒店爆炸事件发生一周后，四艘载有6,000名非法移民的船只抵达海法，阿特利特拘留营完全挤满了人。 一段时间以来，英国政府就知道自己无法遏制犹太移民，因此在塞浦路斯建立了拘留营来拘留所有非法移民。大约 53,000 名犹太人被拘留于此。
在战后德国，英国占领区的官员试图阻止犹太人移民，并且不承认犹太人是一个民族群体，要求他们返回原籍地。大屠杀幸存者被迫与其他人共享住宿，其中一些人是前纳粹合作者和。在某些情况下，前纳粹分子在难民营中获得了权威职位，他们利用这些职位来虐待犹太幸存者。许多犹太大屠杀幸存者的食物供应被切断，以防止他们协助逃离东欧的犹太人。在英国占领区，他们被拒绝提供支持，理由是他们没有因战争而流离失所。 

美国占领区的军队也没有帮助幸存者，但 1945 年，美国总统哈里·S·杜鲁门派出私人代表厄尔·G·哈里森前往欧洲调查犹太幸存者的情况。哈里森报道称，
必须预见到大量非官方和未经授权的人员流动，这需要相当大的力量来阻止，因为许多相关人员的耐心已经接近崩溃点，而且我认为这是有道理的。无论如何强调，这些人中的许多人现在都处于绝望之中，他们在德国的统治下已经习惯了使用一切可能的手段来达到目的，对死亡的恐惧并没有限制他们。 
哈里森报告改变了美国在占领区的政策，美国的政策越来越集中于帮助犹太人逃离东欧。战后逃离东欧反犹太主义暴力的犹太人学会了避开英国占领区，并通常穿过美国占领区。

1946年4月，英美调查委员会的报告称，如果有机会，50万犹太人将移民到巴勒斯坦：
“在波兰、匈牙利和罗马尼亚，（犹太人）主要的愿望是离开 ... 然而，绝大多数犹太流离失所者和移民认为，唯一有希望的地方是巴勒斯坦。 ” 
一项针对犹太流离失所者的调查发现，96.8%的人会选择巴勒斯坦。 
英美委员会建议立即接纳10万犹太人进入巴勒斯坦。美国总统杜鲁门向英国施压，要求其同意这一要求。尽管英国政府承诺会遵守委员会的决定，但英国还是继续限制犹太人移民。外交大臣贝文表示，美国施加压力，要求接纳 10 万犹太人进入巴勒斯坦，是因为“他们不想让太多犹太人留在纽约。”首相克莱门特·艾德礼宣布，只要巴勒斯坦的“非法军队”（即犹太民兵）不被解散，10万犹太人就不会被允许进入巴勒斯坦。 
1946年10月，为了履行英美委员会的要求，英国决定以每月1,500人的速度，允许96,000名犹太人进入巴勒斯坦。每月配额的一半分配给了塞浦路斯监狱中的犹太人，因为担心如果塞浦路斯难民营中的犹太人人数增长过快，最终会导致暴动。 
1947年7月18日，英国皇家海军拦截了一艘满载4,515名犹太难民的“出埃及号”轮船。乘客们强烈反抗登船的英国人员，最终导致两名乘客和一名船员死亡。外交大臣欧内斯特·贝文决定，“出埃及记”号上的移民将被送回法国的始发港，而不是被送往塞浦路斯。贝文认为，将非法移民送往塞浦路斯，然后让他们有资格纳入巴勒斯坦的合法移民配额，只会鼓励更多的非法移民。贝文希望通过强迫他们返回原籍港来阻止未来的非法移民。然而，在轮船到达法国后，法国政府宣布，除非乘客自愿，否则不会允许乘客下船。乘客拒绝下船，在困难的条件下度过了数周。随后该船被带到德国，乘客在汉堡被强行带回德国难民营。该事件成为重大媒体事件，影响了联合国的审议，损害了英国的国际形象和威望，并加剧了英国与犹太人之间本已恶劣的关系。 

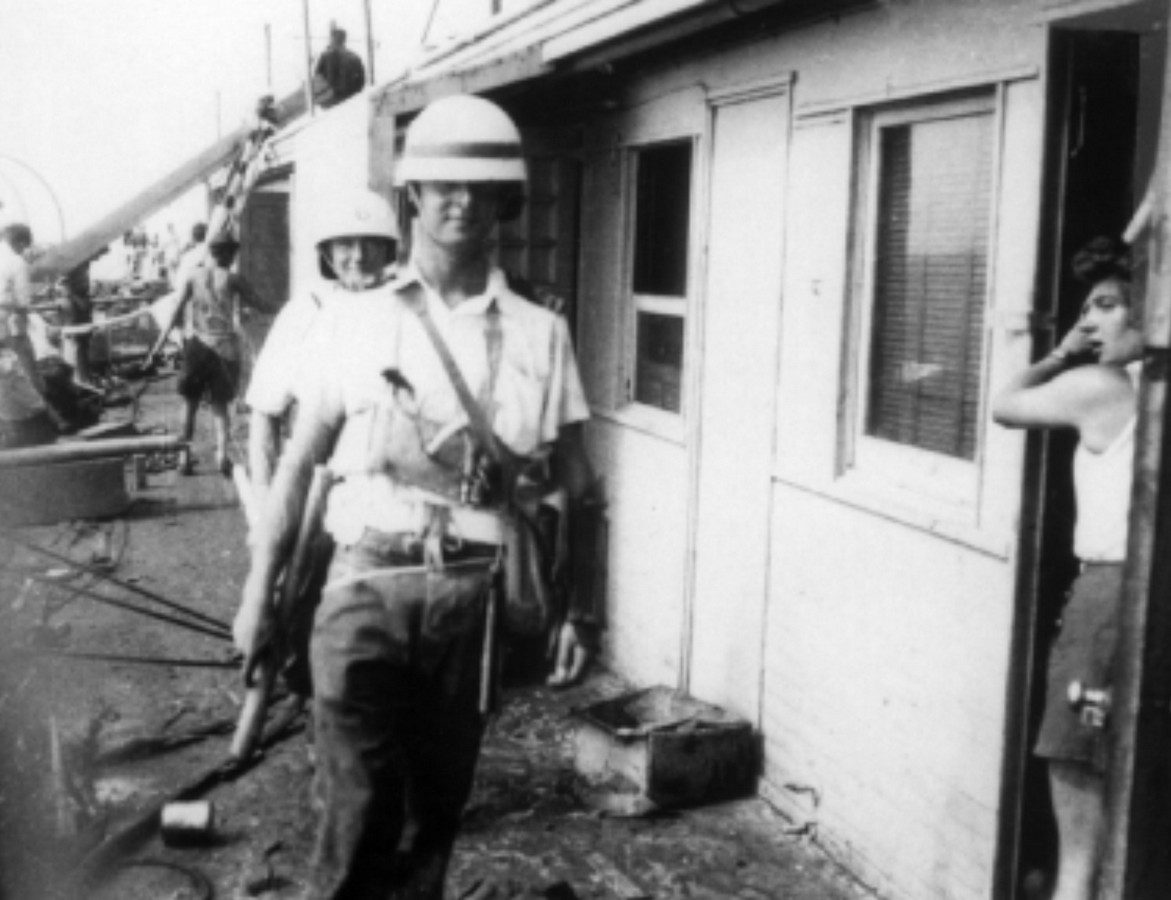
登上“出埃及号”的英国海军

### 叛乱开始

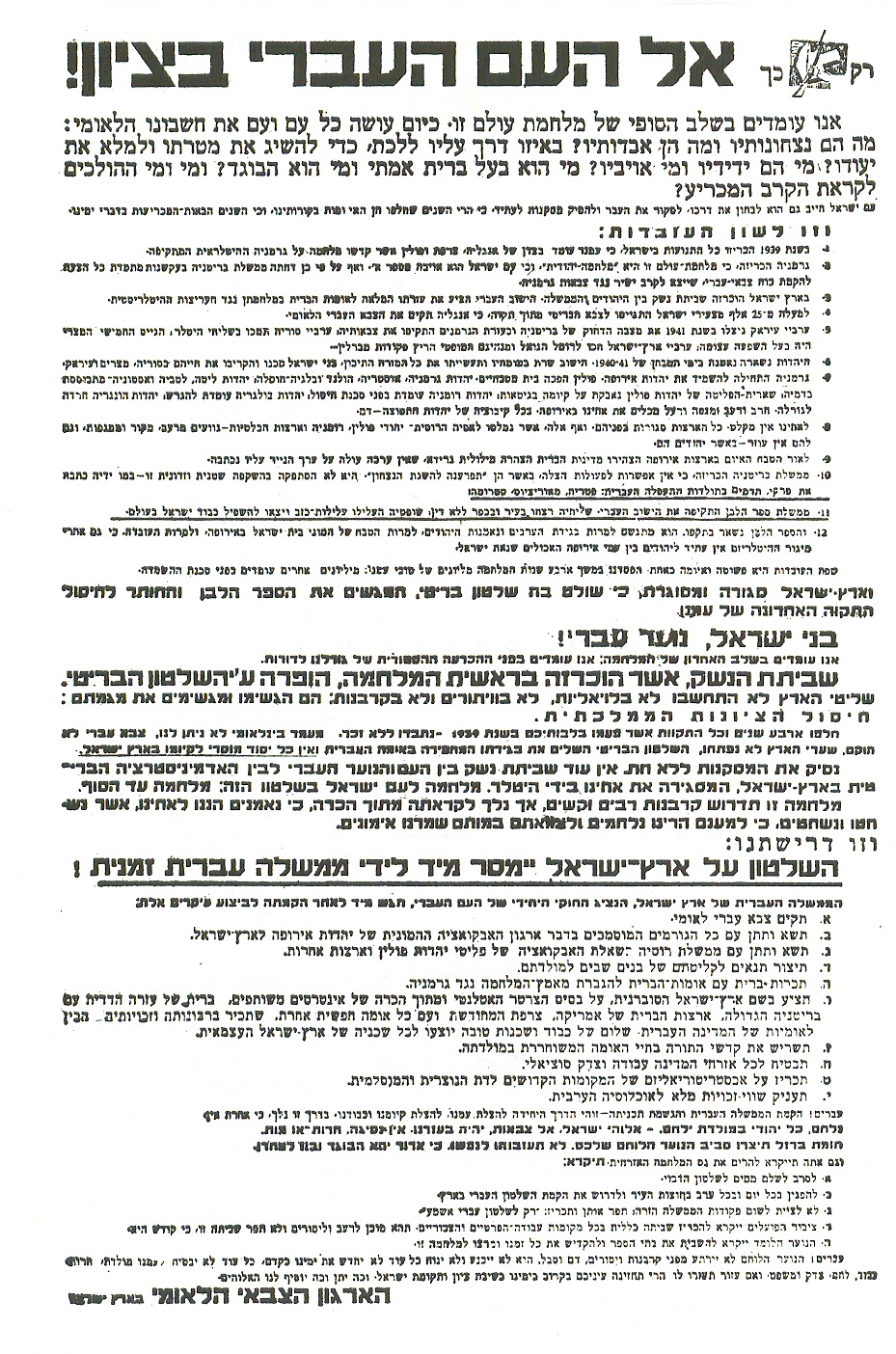
1944年2月1日，伊尔贡宣布起兵叛乱

历史学家普遍认为，只要英国和犹太人的共同敌人——纳粹德国，仍然没有被打败，巴勒斯坦的犹太地下组织就不会与英国进行公开的斗争。 1944年初，随着轴心国军队从地中海撤军以及苏联红军在东线的推进，这种做法发生了变化。由于普遍认为欧洲的轴心国军队已接近失败，伊尔贡决定将其政策从停火转向积极的暴力行动，但前提是不会损害针对纳粹德国的战事。
1943年秋，伊尔贡接近莱希，提议联合发动叛乱。伊尔贡现在由梅纳赫姆·贝京领导，他曾在波兰领导过贝塔尔 ，后来随流亡的波兰军队转入地下，抵达巴勒斯坦。贝京认为，拯救欧洲犹太人的唯一方法是迫使英国尽快离开巴勒斯坦，并开放移民政策。他制定了一项旨在向英国人施压的新战略，提出了一系列引人注目的地下行动，这些行动将羞辱英国人，并导致他们采取镇压措施来回应。而这些行动会激怒更多的犹太人，疏远英国的盟友，并在英国公众中引起争议。贝京认为，叛乱将使巴勒斯坦会被世界关注，而英国在继续镇压和撤军之间面临选择时，最终会选择撤军。为了不损害针对纳粹德国的战事，贝京决定推迟攻击英国的军事目标，直到德国被击败。

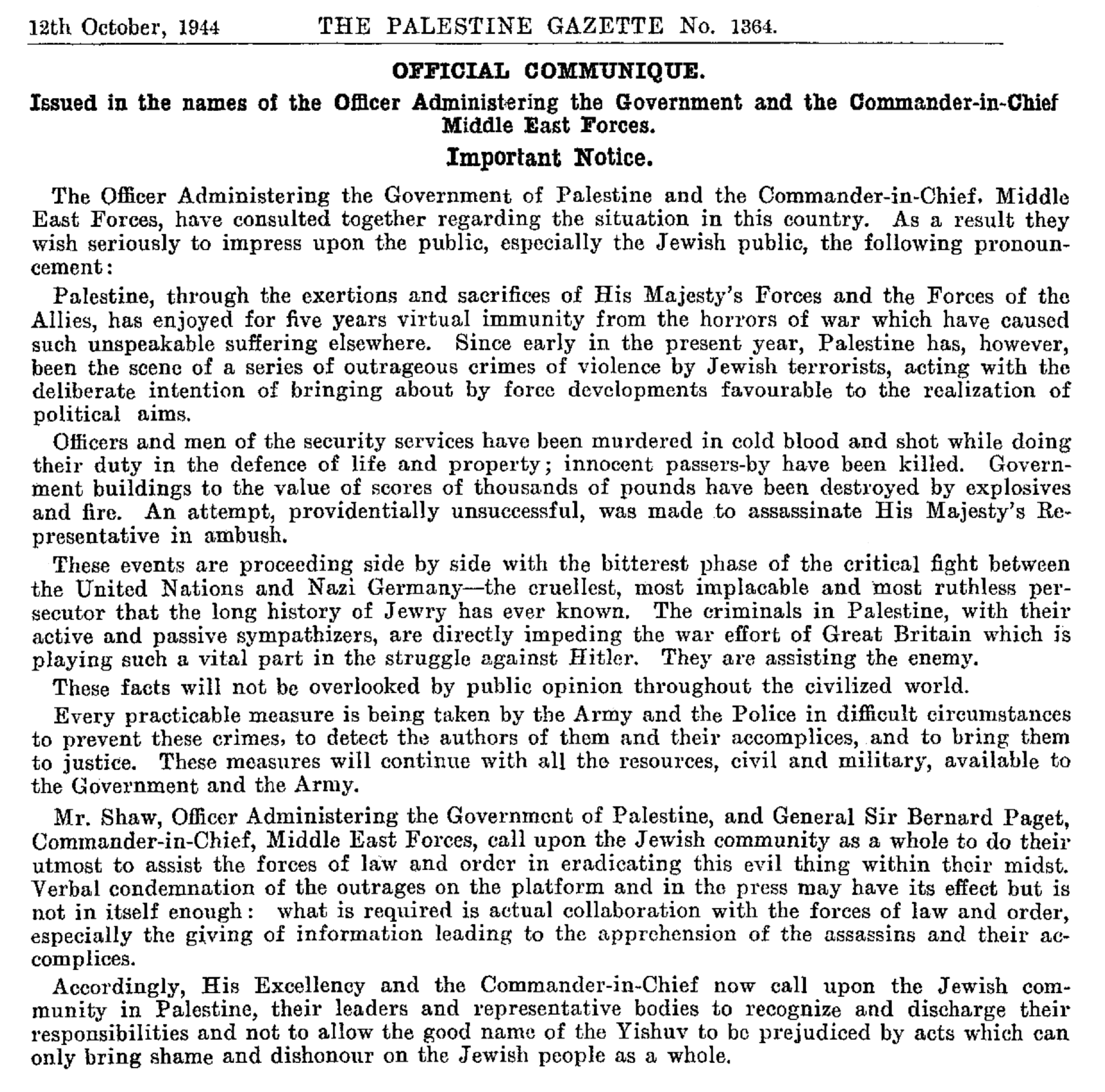
英国谴责战争期间的犹太恐怖主义

1944年2月1日，伊尔贡宣布反抗英国统治，宣称“犹太人民与英国政府之间不再有任何停战协议，而英国政府将我们的兄弟交给了希特勒”，并要求英国政府立即移交权力临时犹太政府。2月12日，伊尔贡轰炸了耶路撒冷、特拉维夫和海法的移民办公室。两天后，两名英国警员在试图逮捕他们后，被莱希成员开枪打死。2月27日，伊尔贡用炸弹袭击了耶路撒冷、特拉维夫和海法的税务办公室。3月13日，一名犹太警察在拉马特甘被莱希杀害。六天后，一名莱希成员被警察枪杀。作为报复，一支莱希小队被派出去杀害该警察。3月23日，莱希成员在雅法开枪打死两名英国警察，打伤三名警察。同一天，伊尔贡袭击了耶路撒冷、雅法和海法的刑事调查局。在这次袭击中，六名英国警察和两名伊尔贡成员被杀，海法和雅法的刑事调查局被成功炸毁。4月1日，另一名犹太警察在莱希枪击事件中被杀，一名英国警察受伤。
这次叛乱在犹太事务局内部引起了越来越大的恐慌，他们认为这次叛乱是对自己作为巴勒斯坦犹太人合法民主领导层的权威挑战，也是对巴勒斯坦犹太人未来的一场赌博。1944年4月2日，犹太机构批准了一项反对计划，该计划将努力制止“勒索和恐怖”，加强反异见宣传，并试图孤立伊尔贡和莱希。在实践中，犹太事务局加大了宣传力度，向那些被勒索的犹太人提供了援助。然而，它确实与当局分享了情报。4月6日，警方根据犹太机构提供的情报包围了亚夫内勒的一个安全屋，并用机关枪扫射，造成一名莱希成员死亡，其余两人开枪自杀。5月17日，伊尔贡袭击并成功占领拉姆安拉的中央广播电台，但由于无线电员无法操作设备，从该电台传输伊尔贡广播的计划失败。
英国通过搜查和拆除路障来应对袭击，这在巴勒斯坦已成为惯例。 4月1日至5月6日期间，安全部队逮捕了81名嫌疑人，其中包括于4月17日被捕的伊尔贡高级指挥部成员Aryeh Ben-Eliezer 。尽管如此，地下组织仍然继续活动。7月14日，伊尔贡袭击了耶路撒冷的一处土地登记处，炸死了两名阿拉伯警察，第二天，一辆炸药卡车被扣押，一名英国警察在伊尔贡的袭击中丧生。 
1944年8月8日，莱希伏击了英国高级专员麦迈克的汽车，企图刺杀他。车内两人受伤，但麦迈克没有受伤。当局随后因暗杀企图对附近的扫罗山犹太定居点处以500英镑的集体罚款。8月23日，伊尔贡对位于雅法、阿布卡比尔和内夫沙阿南的刑事调查局的军营进行袭击，缴获了14支步枪。 9月5日，英国陆军在巴勒斯坦被称为叛乱分子温床的佩塔提克瓦发起了首次搜查行动。英国人在行动中逮捕了46人，但没有抓到贝京，此时的贝京已经逃到了特拉维夫。
1930年，英国出于公共安全原因禁止在西墙吹响羊角号，以避免阿拉伯人的暴力行为。为了回应这一禁令，伊尔贡制定了一项旨在迫使英国让步的行动。伊尔贡公开威胁称，如果警察在9月27日赎罪日试图阻止吹号角，他们将会采取暴力反应。事实上，伊尔贡人无意在西墙的一大群犹太人中间开枪，而是计划针对特加特堡垒进行一系列袭击。如果英国人在伊尔贡威胁面前没有阻止吹响号角，那么这些袭击与西墙的暴力威胁无关，如果他们反抗伊尔贡并试图阻止号角的吹响，那么对堡垒的袭击就会是伊尔贡的回应。 9月27日，当局允许在西墙吹响号角。这对伊尔贡来说是一次重大的心理胜利，他们成功地逼迫英国政府做出对犹太人事务的重大让步，从而损害了他们在巴勒斯坦和英国本土的信誉。同一天晚上，伊尔贡袭击了特加特堡垒，同时对海法、拜特代坚和盖勒吉利耶的英国军事基地进行袭击。一名伊尔贡成员在海法的袭击中受伤，另有四人在盖勒吉利耶的袭击中受伤。

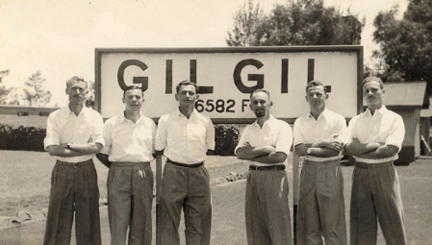
被关押在肯尼亚吉尔吉尔集中营的伊尔贡成员

1944年10月，犹太事务局决定采取行动镇压叛乱，哈加拿为170名男子开设了一个培训课程，以发动反伊尔贡行动，该运动后来被称为“狩猎季节”。10 月 21 日，英国将251名被逮捕的伊尔贡和莱希嫌疑人驱逐到非洲的拘留营，这种做法一直持续到 1947 年。尽管犹太事务局公开抗议，但它仍继续帮助英国实施行动。
1944年11月6日，莱希在英国驻中东国务大臣莫恩男爵位于开罗的家门前刺杀了他。他的司机也在事件中丧生。两名负责的莱希枪手随后被埃及当局逮捕、审判并处决。犹太事务局严厉谴责这起暗杀事件。
犹太事务局和莱希领导人在“狩猎季节”开始前秘密会面。虽然双方对会议的具体内容存在争议，但之后莱希暂停了六个月的活动，并且“狩猎季节”的行动没有针对莱希。在哈加拿和伊尔贡的两次秘密会议上，伊尔贡拒绝了哈加拿暂停针对英国袭击的要求，而贝京并不相信英国将在战后采取行动建立犹太国家。在上次会议结束时，哈加拿领导人埃利亚布·戈隆布贝京“我们将介入并消灭你。"

### “狩猎季节”

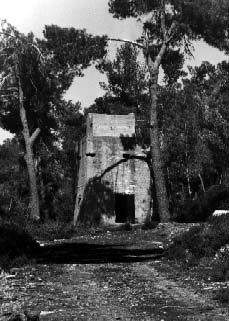
哈加拿关押伊尔贡成员的秘密监狱

1944年11月，哈加拿发起了“狩猎季节”。来自帕尔马赫和SHAI的哈加拿成员绑架了伊尔贡成员，以交出英国人。哈加纳和犹太事务局还向英国当局提供了大量关于伊尔贡的情报，英国当局逮捕了许多人，并发现了伊尔贡的藏身处和武器藏匿处。超过1,000名伊尔贡成员在“狩猎季节”期间被哈加拿移交给英国人。哈加拿在其建立的基布兹建立了秘密监狱，关押和审问其逮捕的伊尔贡成员。哈加拿还对被囚禁的伊尔贡成员实施酷刑以获取信息。有效地暂停了伊尔贡的活动。
然而，英国当局怀疑犹太事务局是出于政治原因利用这次行动，因为他们经常提供其认为在政治上令英国政府反感但与伊尔贡无关的人的信息。这给行动带来了困难，警方必须在被拘留者中找出真正的伊尔贡成员。 
虽然伊尔贡内部很想要进行报复行动，但贝京下令要克制，他坚持认为犹太事务局随着时间的推移会意识到“狩猎季节”行动违背了犹太人的利益。最终，伊尔贡没有立刻采取报复行动，而是选择等待时机再次行动。也正因为英国政府的抓捕，这使得他们采取行动的能力得到了提高，并且招募了很多新成员。随着时间的推移，哈加拿内部对“狩猎季节”的热情开始下降，越来越多的人从开始离开“狩猎季节”行动。1945年3月，在雅姑珥的哈加拿领导人召开会议，决定停止“狩猎季节”行动。随着行动的结束，伊尔贡在五月恢复了对英国人的攻击，并成功地进行了大范围的电力破坏，炸毁了数百根电线杆。然而，轰炸石油管道的企图被哈加拿阻止，他们用迫击炮轰炸英国政府的计划也失败了。哈加拿于1945年6月结束了“狩猎季节”。然而，伊尔贡还是在从哈加拿和英国政府的毁灭性打击中恢复过来，但是他们无法发起大规模的行动。由于被认为比保守党更支持锡安主义的工党在7月5日举行的1945年英国大选中获胜，伊尔贡宣布了几周的宽限期，让英国提出支持犹太复国主义的倡议。

### 犹太抵抗运动
随着工党上台，巴勒斯坦犹太人等待着一项倡议。尽管工党表达了高度支持犹太复国主义的立场，但它决定不实施任何行动来帮助犹太人复国，因为任何强加的支持犹太复国主义的解决方案都会导致阿拉伯人的疏远，这将对英国在中东的霸权造成威胁并损害英国在中东的经济利益。 8月25日，英国殖民部通知哈伊姆·魏茨曼，犹太移民配额不会增加。因此，1945年10月下旬，哈加拿、伊尔贡和莱希联合成立了犹太抵抗运动，在三个组织成员组成的统一指挥机构下开展工作并协调活动。哈加拿还借给伊尔贡指挥部460名帕尔马赫战士并为其提供资金。虽然伊尔贡和莱希将继续对英国发动全面叛乱，但哈加拿希望这是一场有限的行动，迫使英国同意犹太复国主义的要求，将袭击主针对涉及移民问题的目标。
尽管1945年9月双方之间的相对平静，但紧张局势却加剧了。伊尔贡继续分发宣传小册子以及张贴海报。英国继续进行搜查和逮捕，并开始向巴勒斯坦派遣军事增援部队。哈加拿于10月10日突袭了阿特利特集中营，并释放了被关押在那里的208名犹太非法移民。一名英国警察在袭击中丧生。10月31日和11月1日晚上，哈加拿、伊尔贡和莱希发动了“火车之夜”行动。哈加拿集中攻击铁路网和海岸警卫队。帕拉玛赫在巴勒斯坦各地的铁路系统中放置了炸药，造成铁路线242处断裂，同时，一个站长办公室、一个铁路电话装置和一辆汽油车也遭到袭击。帕拉玛赫在雅法击沉了两艘英国海岸警卫队船只。伊尔贡袭击了卢德的火车站，摧毁了一辆火车，并损坏了另外六辆火车。一名伊尔贡战士、一名英国士兵以及四名阿拉伯人被杀。莱希袭击了海法的炼油厂。然而，炸药在搬运过程中过早引爆，导致携带炸药的莱希战士死亡，另一人重伤。虽然该设施遭到严重损坏，但作为袭击目标的油罐却完好无损。
11月13日，英国外交大臣欧内斯特·贝文在下议院发表讲话，介绍了英国政府对巴勒斯坦的新政策，即继续限制犹太移民，并在向联合国提交最终解决方案之前征求各方意见。贝文在演讲后的新闻发布会上表示，英国只是承诺在巴勒斯坦建立一个犹太人家园，而不是一个国家。这一消息激怒了巴勒斯坦犹太人，并导致在特拉维夫发生了两天的骚乱。骚乱于11月14日晚爆发，犹太人焚烧政府办公室，并向警察和士兵投掷石块。英国对特拉维夫实行宵禁，但11月15日，大批犹太人违反宵禁，继续骚乱，掀翻车辆，包括一辆军用卡车被烧毁，撕毁一段铁路线，袭击商店、邮局、和巴克莱银行的一个分行，并投掷自制手榴弹。英军多次向骚乱者开枪并使用警棍冲锋。5名犹太人被打死，56人受伤，数十名犹太平民和安全部队人员受伤。特拉维夫随后实行宵禁直至11月21日。11月25日，帕拉玛赫袭击附近了一座英国警察局，六名英国警察和八名阿拉伯警察受伤。英国军队和警察随后于11月25日和11月26日对附近的犹太定居点进行了搜查行动，寻找叛乱分子和武器。他们遭到定居点内犹太平民以及大批外来犹太人的暴力抵抗并爆发冲突，造成8名犹太人死亡、75人受伤，而英国人则报告有65名士兵和16名警察受伤。帕尔玛赫提议伏击从搜查行动返回的英国军队，但哈加拿负责人大卫·本·古里安拒绝了该计划。12月27日，伊尔贡和莱希对耶路撒冷的刑事侦缉处总部、雅法的刑事侦缉处分站以及特拉维夫的皇家电气和机械工程师车间发动了协同攻击。安全部队死亡10人，其中包括6名英国警察和4名非洲殖民军士兵，另有12人受伤，一名伊尔贡士兵被打死。英国在耶路撒冷和特拉维夫地区进行了大规模封锁和搜查行动，搜查和宵禁持续到1月5日。

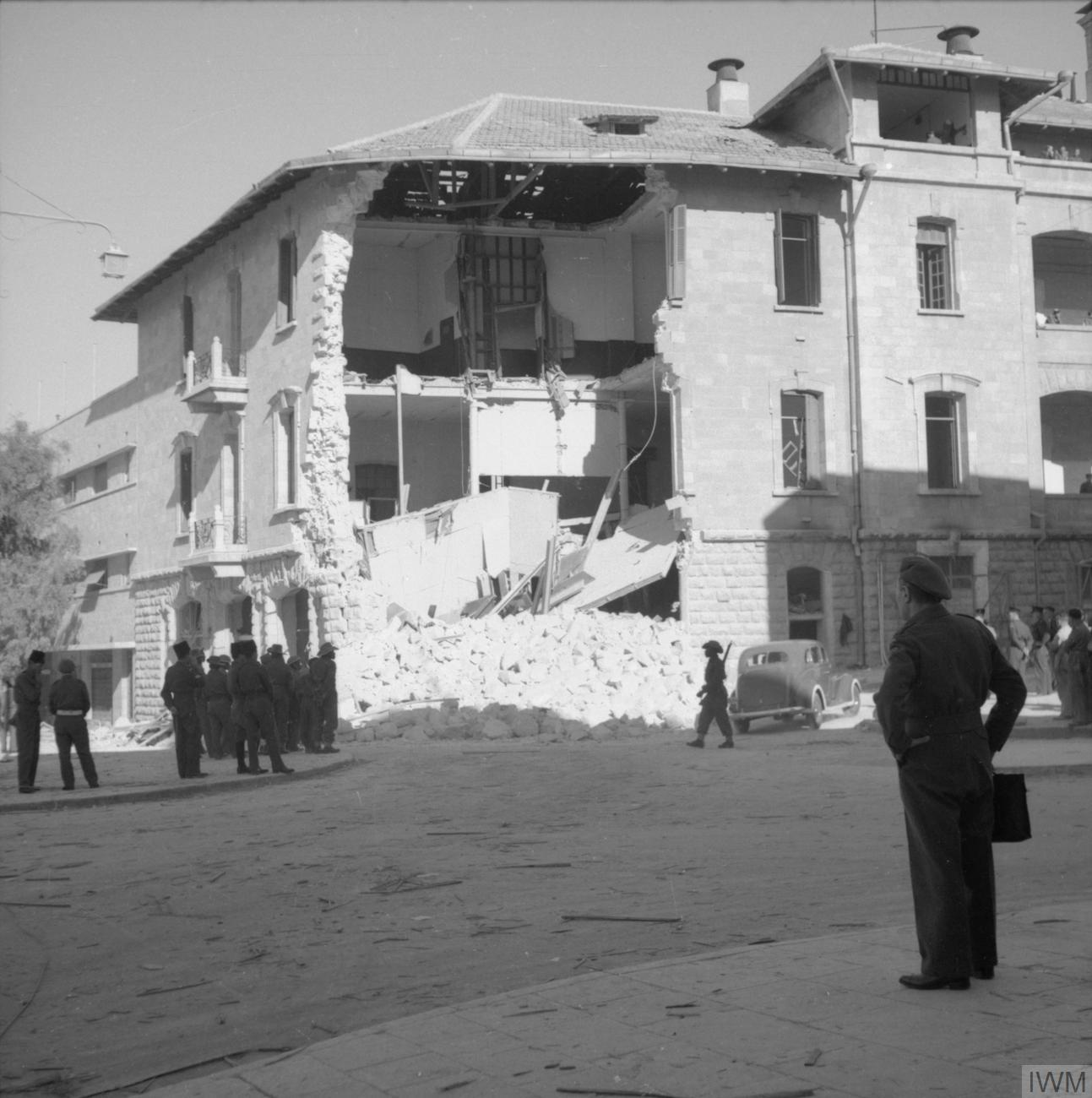
耶路撒冷刑事侦缉处局爆炸后的样子

在此期间，英国军队的实力不断增强。到1946年，英国的安全部队在城市地区进行持续巡逻，并在巴勒斯坦各地设立路障和观察哨。当局为政府、军队和警察设施设立了安全区，这些地区都是戒备森严的大院，周围环绕着铁丝网和沙袋。最大的一个位于耶路撒冷，被犹太人称为"Bevingrad"。安全部队频繁开展搜查和逮捕行动。那些涉嫌叛乱活动的人可以不经审判就被关押，并经常被送往非洲的拘留营。当地人的邮电、信件和海外电缆流量也受到监控。 
1946年1月12日，发生了当年第一次严重的叛乱行动，伊尔贡号用炸弹使一列英国工资列车脱轨，造成三名警察受伤。伊尔贡战士带走了 35,000英镑。1月19日，伊尔贡在耶路撒冷发动协同袭击，袭击了一座变电站，使该地区陷入停电，同时突击队袭击了位于俄罗斯大院和巴勒斯坦广播电台的警察总部和中央监狱。当袭击者成功用炸药破坏警察总部和监狱并撤退时，英国陆军巡逻队在伊尔贡武装分子袭击广播电台的途中拦截了他们。在随后的交火中，一名英国军官和两名伊尔贡士兵被打死，第三人受伤并被俘。当攻击者撤退时，他们留下了地雷以减缓英国警察的速度。一辆英国陆军卡车引爆了其中一颗地雷，一名警察拆弹专家在试图拆除另一颗地雷时身亡。2月5日，位于采法特的警察总部遭到袭击，第二天，霍隆的非洲部队营地遭到袭击，导致一名非洲士兵和一名英国军官死亡。驻扎在难民营中的非洲士兵随后发生骚乱，杀死了两名犹太人，打伤了四人。 2月20日，帕尔玛赫成功炸毁了卡梅尔山上的英国皇家空军雷达站，造成八名英国皇家空军人员受伤，第二天，帕尔马赫又袭击了位于谢法-阿姆鲁、萨罗纳和卡法尔维特金的警察局，四名帕尔玛赫成员被打死。 
在一次被称为“机场之夜”的行动中，伊尔贡和莱希于2月25日同时袭击了卢德、卡斯蒂纳和卡法尔瑟金的三个皇家空军机场，摧毁了15架飞机，损坏了8架。一名伊尔贡战士在撤退时被杀。随后，3月7日，伊尔贡武装袭击了位于萨尔凡的军营。尽管伊尔贡成功夺走偷来的武器，但仍有四名伊尔贡战士被俘。 3月22日，一名英国士兵在特拉维夫被地雷炸死。4月2日，伊尔贡对铁路网进行了一次大规模行动，摧毁了五座铁路桥梁，摧毁了一个火车站，并切断了阿卡-海法的铁路线。然而，在撤退过程中，他们暴露了自己的行踪和总部位置，造成两名伊尔贡成员被杀，31人被俘，其中包括伊尔贡作战部长埃坦·利夫尼。利夫尼的位置随后由阿米凯·帕格林接替。帕格林随后开始策划一次袭击以弥补损失，并计划于4月23日袭击拉马特甘的警察局。尽管伊尔贡设法带着抢来的武器逃跑，但这次袭击演变成了一场交火，两名伊尔贡成员和一名阿拉伯警察被杀。两天后，莱希又对英国第6空降师在特拉维夫一个营地发动袭击，七名伞兵在袭击中丧生。 英国人对这次袭击感到愤怒。詹姆斯·卡塞尔少将告诉特拉维夫代理市长，他认为犹太社区负有责任。英国对特拉维夫民众实施集体惩罚，实施宵禁，关闭所有咖啡馆、酒吧、电影院和其他娱乐和社交场所，并持续到5月12日。当局曾认真考虑过更严厉的处罚，例如拆除军营周围的所有房屋，包括那些在袭击中没有发挥作用的房屋，并对整个城市进行集体罚款，但没有实行。 

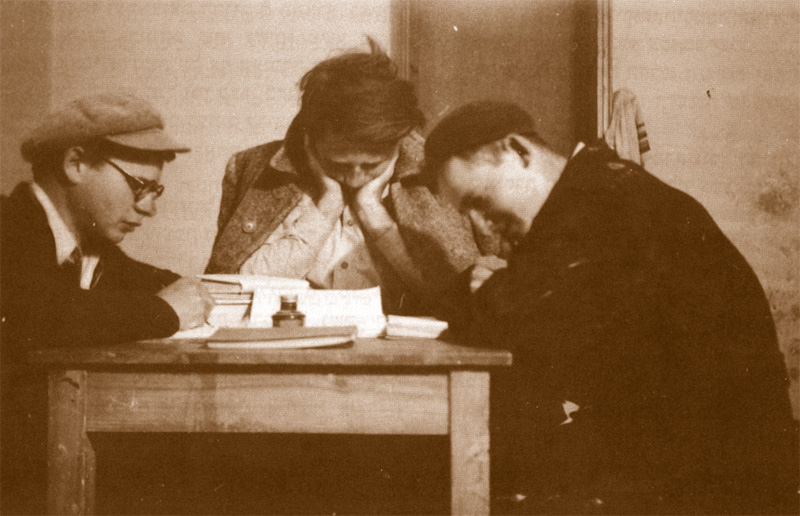
被逮捕的居民

此外，1946年3月还发生了一次非暴力抵抗英国的行动，称为“比尔亚事件”。英国士兵在搜查加利利北部的比尔亚犹太定居点时发现武器后，逮捕了定居点内全部24名居民，并宣布该定居点为军事占领区。3月14日，哈加拿组织数千名犹太青年重新回到比尔亚，但数小时后就被英国军队赶走。当晚他们再次出现。3月17日，英国同意20名犹太居民回到该地点。
6月10日，伊尔贡在卢德、耶路撒冷、雅法和海法地区再次进行铁路破坏行动，炸毁了6列火车。三天后，参与对萨拉凡德营地的武器袭击并受伤并被俘的两名伊尔贡成员约瑟夫·辛琼和迈克尔·阿什贝尔被英国军事法庭判处死刑。伊尔贡立即出发寻找英国人质。与此同时，对铁路基础设施的袭击仍在继续。 1946年6月16日至17日晚上，哈加拿开展了一次被称为“桥梁之夜”的行动。帕尔玛赫部队袭击了黎巴嫩、叙利亚、约旦和埃及边境沿线的11座公路和铁路桥梁，以中断英国陆军使用的运输路线。十一座桥中有九座被成功摧毁。
莱希于6月17日晚袭击了海法的铁路车间，摧毁了一台机车并放火焚烧了一些建筑物。然而，他们低估了英军的反应时间，当袭击者撤退时，他们遭到了英国人的反击，9名袭击者被打死，幸存成员全部被俘。第二天，伊尔贡开始绑架英国人，他们袭击了特拉维夫的一个英国军官俱乐部，五名英国军官被绑架并就两名被判处死刑的伊尔贡成员进行了讨价还价。作为回应，英国在特拉维夫进行了大规模搜查行动并实行宵禁，在一次搜查中，两名犹太人试图抵抗并被杀，七人受伤。第二天，另一名英国军官在耶路撒冷被绑架并被带到该市的一个藏身处，但他在被囚禁近两天后设法逃脱。为了更好的隐藏，伊尔贡释放了其中两名人质，但伊尔贡威胁，如果处决西姆琼和阿什贝尔，就会杀死剩下的三名人质。犹太事务局和哈加拿宣布，他们的干预已确保官员获释，但伊尔贡否认了这一说法。伊尔贡随后突袭了一家钻石抛光厂，窃取了大量钻石以维持其运营。 

### 犹太抵抗运动的瓦解

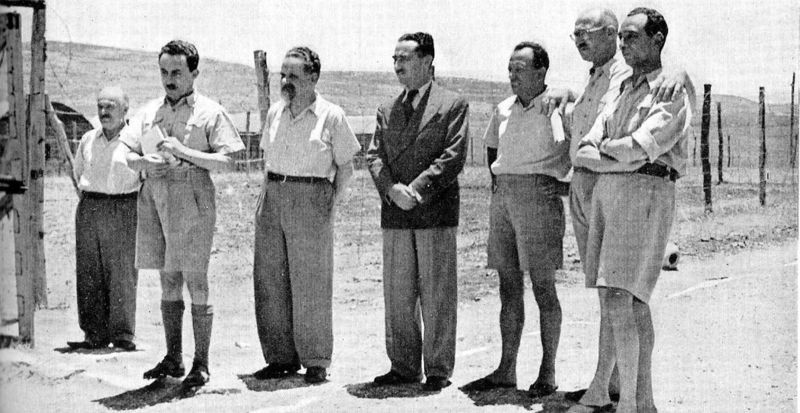
犹太复国主义领导人在阿加莎行动期间在拉特伦的一个拘留营被捕

到1946年6月，英国人越来越确定哈加拿在犹太事务局的命令下参与了叛乱活动，尽管犹太机构领导人坚称自己无罪。大桥之夜之后，高级专员艾伦·坎宁安决定采取行动。英国计划了一场名为“阿加莎行动”的大规模军事和警察行动，袭击犹太人的各种事务局和定居点，并对犹太领导人和哈加拿成员进行大规模逮捕。这次行动的目的是找到犹太事务局参与叛乱和袭击的证据，以及哈加拿、伊尔贡和莱希之间的合作，并防止单方面宣布建立犹太国家。行动于6月29日开始，一直持续到7月1日。英国军队和警察突袭了位于耶路撒冷的犹太事务局总部、位于特拉维夫的办事处以及其他犹太复国主义机构，没收了超过九吨文件并对整个巴勒斯坦地区实施了宵禁。英国搜查了27个犹太人定居点，发现了15个武器藏匿处，其中包括哈加拿位于雅姑珥的一个军火库，这给哈加拿造成了重大打击。英国搜查队遭到了许多被搜查定居点居民的强烈抵抗，四名犹太人在抵抗英国搜查时被杀。英国逮捕了2,718名犹太人，其中包括四名犹太事务局的官员、七名哈加拿军官和近一半的帕尔玛赫成员。
然而，尽管坎宁安决定采取坚决的军事行动，但他选择不处决两名被判处死刑的伊尔贡战士，因为伊尔贡威胁说，如果英国执行处决，他将杀死被扣为人质的英国军官。7月3日，他将约瑟夫·辛琼 和迈克尔·阿什贝尔 的刑期减为无期徒刑，伊尔贡于第二天释放了剩余的英国人质。 

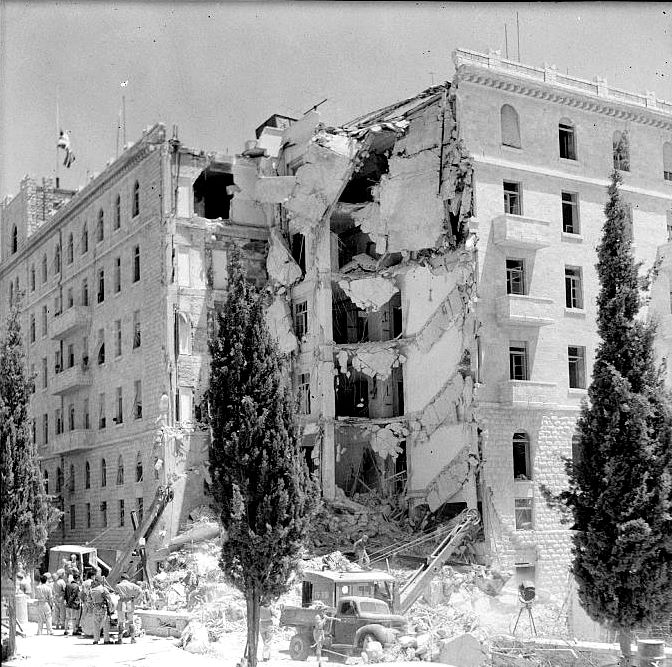
爆炸后的大卫王酒店

从犹太事务局缴获的文件存放在大卫王酒店。它被英国征用作为军事和政府总部，但是其中一部分仍然作为酒店使用。为了销毁有关犹太事务局和哈加拿参与这场叛乱的证据，哈加拿开始与伊尔贡联合策划对大卫王酒店的袭击。尽管哈加拿出于政治考虑多次要求推迟行动，但伊尔贡决定继续推进，并于7月22日实施了大卫王酒店爆炸案。伊尔贡武装分子成功潜入酒店并放置炸弹，然后在炮火中逃跑。袭击者在撤退时遭到射击，一名伊尔贡成员被打死，另一人受伤。伊尔贡要求酒店疏散的电话并未得到认真对待，炸弹爆炸时酒店内的人员也尚未撤离。爆炸摧毁了酒店南翼的大部分区域，这里是政府秘书处和军事总部的所在地。共有91人被炸死：41名巴勒斯坦阿拉伯人、28名英国国民（包括13名英国士兵）、17名巴勒斯坦犹太人、2名亚美尼亚人、1名俄罗斯人、1名希腊人和1名埃及人。大多数死者是酒店或秘书处的工作人员。  

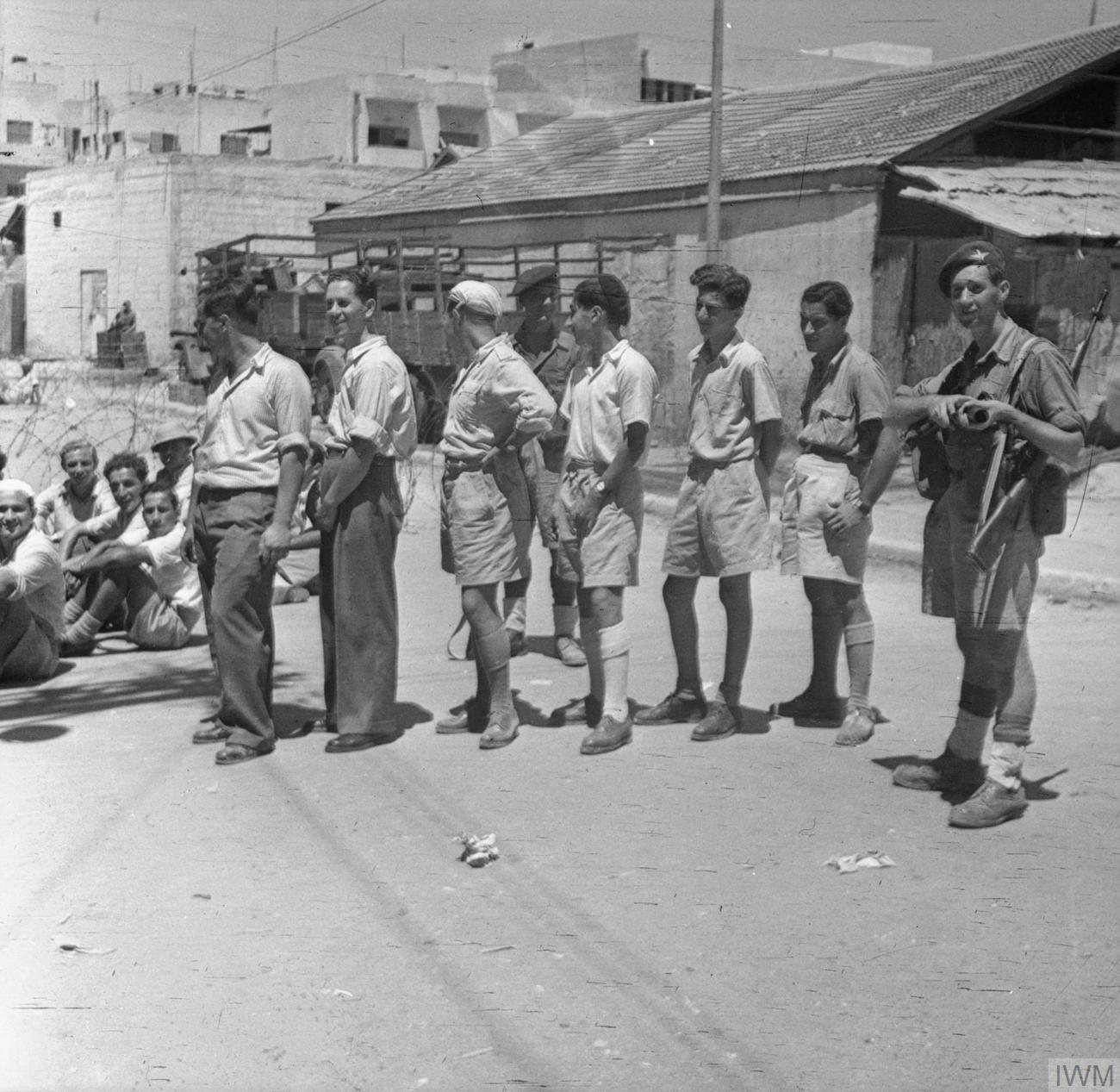
在“鲨鱼行动”期间，由英国陆军伞兵团士兵看守的犹太平民等待接受审讯

由于大卫王酒店爆炸案，英国政府对特拉维夫和雅法进行了“鲨鱼行动” ，整个特拉维夫市和雅法犹太区将被封锁并逐栋建筑物进行搜查，除老人和儿童外的所有犹太人都被抓走并审讯。英国选择搜索特拉维夫，是因为有错误情报称袭击者来自特拉维夫，而实际上他们的基地是耶路撒冷。这次行动从7月30日到8月2日进行，期间英军搜查了数万座建筑物，并对大部分犹太人进行了筛查。特拉维夫实行每天22小时的宵禁，居民每天晚上只允许离开家两个小时。总共逮捕了787人，据前伊尔贡高级指挥成员什穆埃尔·卡茨称，这次行动成功逮捕了“伊尔贡和莱希的所有领导人和成员”。 被捕的地下领导人中有后来的以色列总理伊扎克·沙米尔  ，伊尔贡领导人梅纳赫姆·贝京躲在自家墙上的一个秘密隔间里逃脱了追捕。

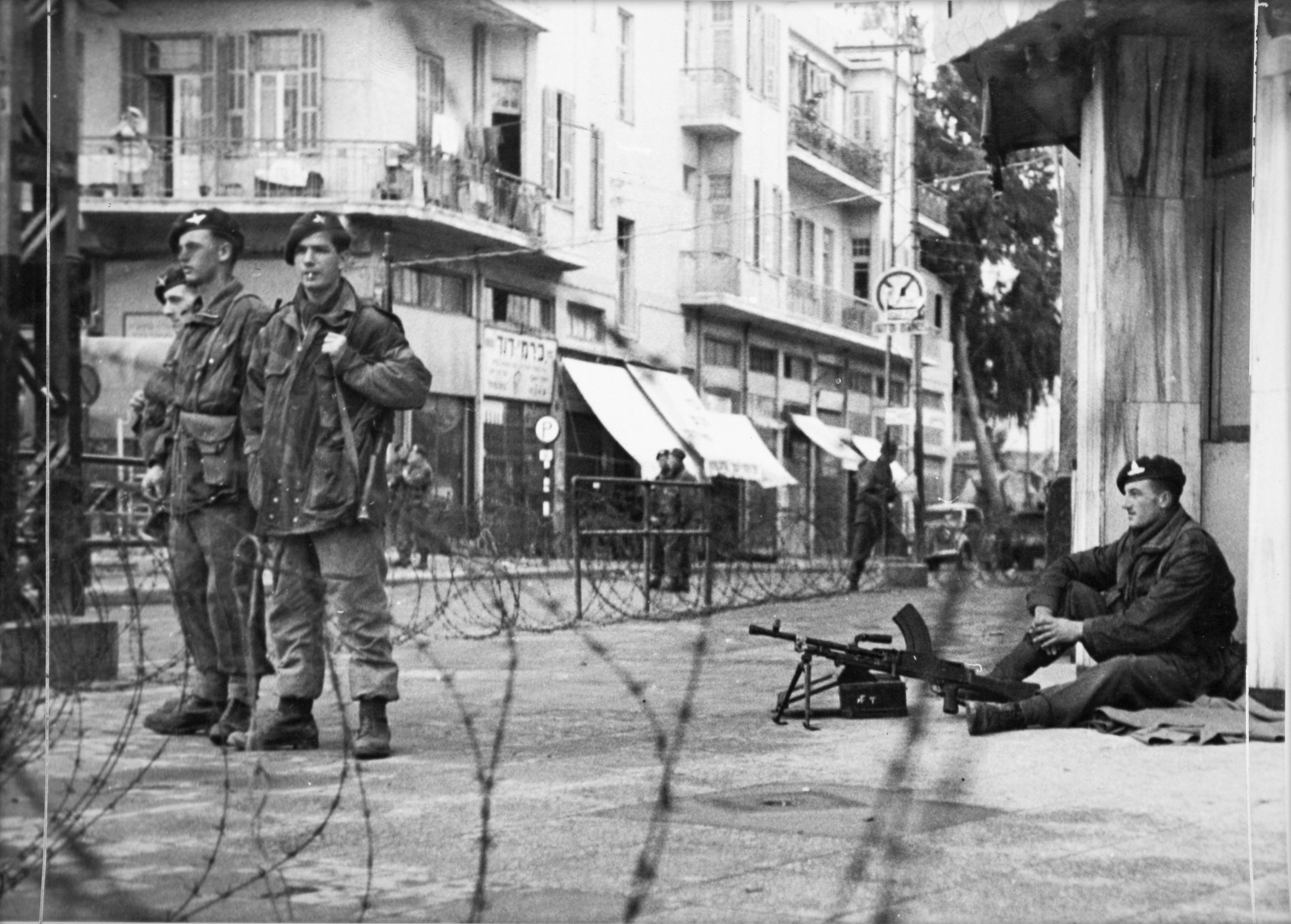
英国军队在鲨鱼行动期间占领特拉维夫的一个十字路口

爆炸事件发生后，驻巴勒斯坦英军总司令伊夫林·巴克爵士回应，命令英国人员抵制：
犹太机构、餐馆、商店和私人住宅。任何英国士兵都不得与任何犹太人进行社交...我理解这些措施会给我们的部队带来一些困难，但我确信，如果我能充分向战士们解释，他们会理解这种的行为，并以最不喜欢的方式惩罚犹太人，他们会掏犹太人的口袋，表现出我们对他们的蔑视 
巴克的部队参与了对贝尔根·贝尔森集中营的占领，他在给其他人的信中发表了许多反犹太主义言论 ，并在发表声明几周后被解除职务。返回英国几个月后，巴克收到了伊尔贡人寄来的一封伪装成信件的炸弹，但在爆炸前就被发现了。 犹太事务局不断向英国政府抱怨英国士兵的反犹太言论：“他们经常说‘该死的犹太人’或‘猪’，有时高喊‘希特勒万岁’，并承诺他们将完成希特勒已经开始的事情。丘吉尔写道，大多数驻巴勒斯坦的英国军官都强烈支持阿拉伯人。” 
由于“阿加莎行动”和“鲨鱼行动”，犹太事务局决定结束犹太抵抗运动，并于8月23日正式解散。从那时起，哈加拿将目标集中于帮助非法移民，并偶尔对与阻止非法移民的英国发生冲突，而伊尔贡和莱希仍然集中于针对英国的持续军事行动。 犹太机构将继续公开谴责伊尔贡和莱希的行动，但不会采取行动镇压这两个组织。

### 再起
鲨鱼行动之后，托管地一直相对平静。 9月，袭击再次爆发，首先是莱希9月9日实施的两起暗杀事件：英国陆军情报官员德斯蒙德·多兰在家中遭手榴弹袭击身亡，负责逮捕伊扎克·沙米尔的T.G. 马丁在网球场被枪杀。 9月10日凌晨，佩塔提克瓦附近犹太叛乱分子用自动火力伏击军车，导致一名英国士兵身亡。 9月20日，海法火车站遭到炸弹袭击，两天后，一名英国士兵在特拉维夫被枪杀。 除此以外，一名英国士兵在骑摩托车从吕达前往内坦亚的途中被杀死。 十月，犹太叛乱分子开始使用车辆地雷攻击英国车辆。整个十月，八名英国士兵被地雷炸死。除了地雷以外，叛乱分子还将炸弹藏在垃圾桶、商店门口等方式杀死了两名英国警察。此外，在耶路撒冷针对两名英国飞行员的枪击事件造成一人死亡，另一人重伤，英国警官威廉·布鲁斯在帕尔马赫的一次暗杀中被枪杀，以报复他虐待犹太囚犯的指控。

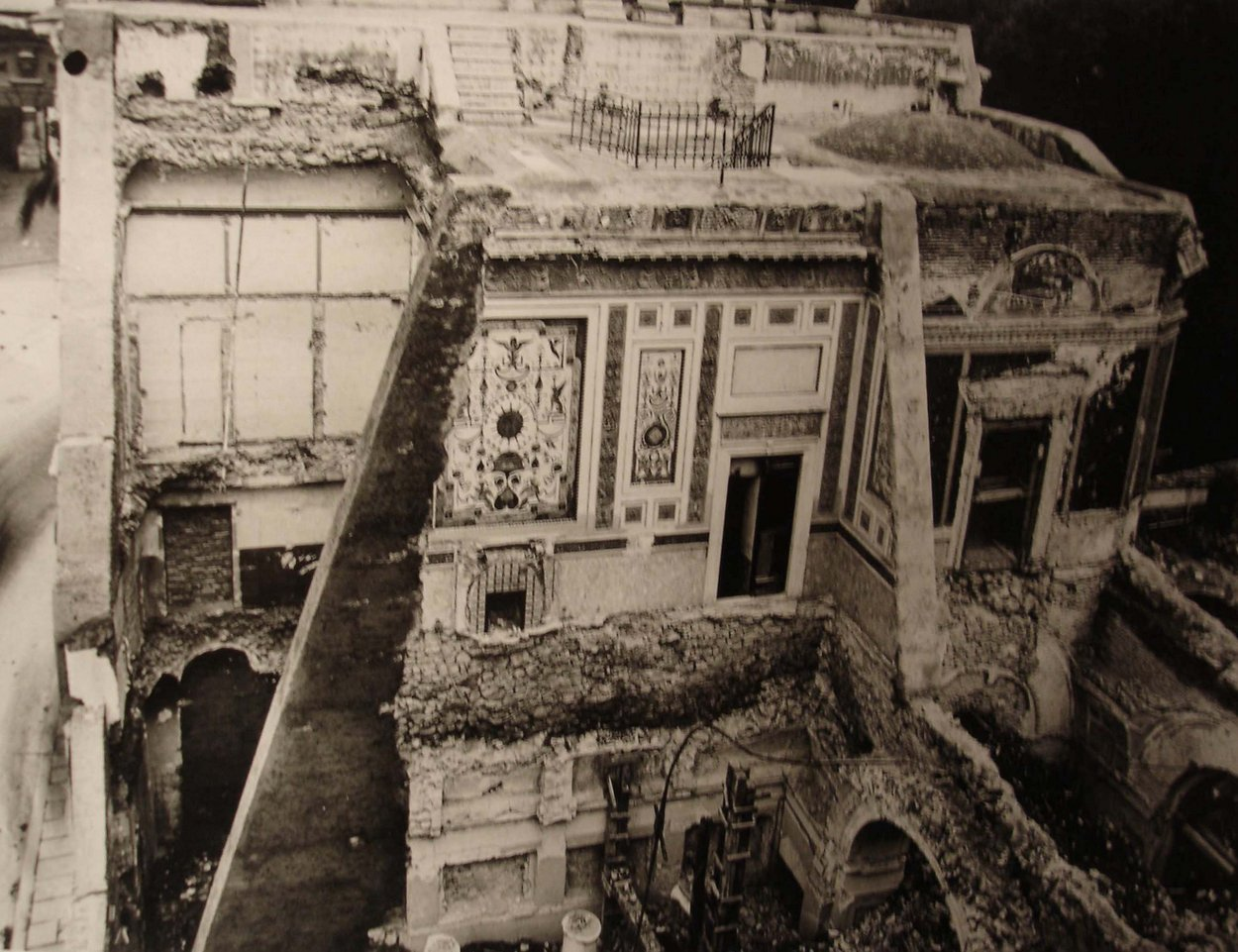
被炸毁后的大使馆

10月30日，伊尔贡袭击了耶路撒冷火车站。英国人事先了解了该计划，一支警察小组向袭击者开火，打伤四人，并迫使他们在放置炸药后撤退。四名袭击者后来被抓获，其中包括两名受伤者。英国警察在试图拆除炸弹时，因炸弹意外引爆导致一人死亡，车站内部随后遭到严重破坏。第二天，意大利的伊尔贡特工炸弹袭击了英国驻意大利大使馆，大使馆和旁边的一所学校被炸毁，两名意大利人被炸伤。意大利当局随后逮捕了伊尔贡嫌疑人，并在罗马发现了伊尔贡的秘密基地。被捕的伊尔贡成员之一是伊斯雷尔·爱泼斯坦 ，他是伊尔贡指挥官梅纳赫姆·贝京的儿时好友，曾在伊尔贡高级指挥部从事宣传和联络工作，不过他在试图逃离拘留时被枪杀。 

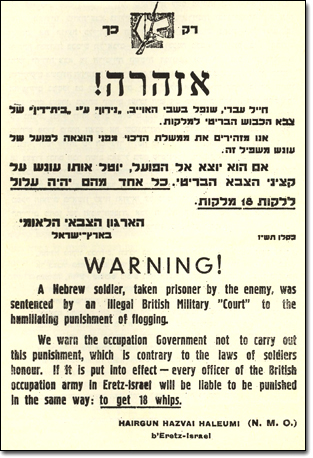
伊尔贡的海报，警告英国人不要对被俘虏的伊尔贡成员实施鞭刑

11月，局势持续升级。11月9日，三名英国警察被电话引诱进入一所布满炸药的房屋后身亡。两天后，又有两名警察被炸弹炸死。11月14日，铁路系统遭到大规模袭击。 11月17日晚，一辆警车被特拉维夫附近的一个地雷炸毁，四人死亡，三人受伤。袭击发生后，愤怒的英国军队在特拉维夫爆发了骚乱，造成数家咖啡馆受损以及29名犹太人受伤。接下来的两天内，一名英国军官因地雷而丧生，耶路撒冷的税务办公室也遭到炸弹袭击，一名犹太工人丧生。 12月，又有九名英国士兵在针对车辆的地雷袭击中丧生，另有两人在萨拉凡德基地前引爆一辆载有定时炸弹的车辆时丧生。 
12月29日，伊尔贡进行了一场被称为“殴打之夜”的行动。三名伊尔贡成员因为于12月13日参与抢劫银行而被捕，法院对他们定罪并判处重刑。伊尔贡组织成员之一本雅明·金奇 (Binyamin Kimchi) 除监禁外，还被判处18下鞭笞。伊尔贡警告英国人，如果实施鞭打，他们将鞭打英国军官。金奇于12月28日被实施鞭刑后，第二天，伊尔贡小组开始绑架英国士兵，并对他们施以十八鞭打。在内坦亚，一名英国军官在一家酒店被绑架，被带到树林里并受到鞭打，然后被放酒店。一名英国士兵在里雄莱锡安的一家咖啡馆被绑架，并在街上遭到鞭打；两名中士在特拉维夫的一家酒店被绑架，绑在公园的一棵树上，并被鞭打十八次。
在行动中，一辆载着五人伊尔贡小队的汽车撞上了英军路障，在随后的交火中，一名伊尔贡成员被打死，其余四人被俘。英军车内发现各种武器和两根鞭子。三名被俘的伊尔贡成员——耶希尔·德雷斯纳 (Yehiel Dresner) 、莫迪凯·阿尔卡希 (Mordechai Alkahi ) 和埃利泽·卡沙尼 (Eliezer Kashani ) 随后被判处死刑，随后被关押在阿卡监狱，并于1947年4月16日被处决。   1946年12月30日至1947年1月17日，英国在内坦亚、佩塔提克瓦、里雄莱锡安、特拉维夫和雷霍沃特等地展开搜查行动。超过6000人接受了检查，其中一小部分人被拘留，并发现了少量武器和弹药。
、与此同时，伊尔贡和莱希望的行动仍在继续。 1月2日晚发生了一系列袭击事件。一名英国士兵在莫茨金村遭遇地雷袭击丧生。耶路撒冷的四个军事设施遭到手榴弹袭击。许多车辆被埋雷，特拉维夫和哈伊姆城附近的警察和军事设施遭到迫击炮、炸弹和枪击袭击。伊尔贡还袭击了位于特拉维夫的英国军事总部，一名犹太警察在袭击中丧生。英军与伊尔贡士兵交火，并试图用火焰喷射器摧毁停在大楼外的装甲车，但英军向伊尔贡火焰喷射器操作员开火，迫使他们撤退。接下来的几天里，三辆军用和警用车辆被地雷炸毁，造成多人受伤，哈代拉的火车站也遭到袭击。1947年1月12日，莱希使用一辆停在海法警察局大楼旁边的卡车进行爆炸袭击。两名英国警察和两名阿拉伯警察被杀，这也是第一次汽车炸弹袭击。  在此期间，英国继续加强在巴勒斯坦的驻军，并对英国人员的行动实行严格限制，以减少他们被袭击的可能。士兵们被指示在离开基地时只能以不少于四人的群体行走，并避开咖啡馆。 
1月24日，伊尔贡成员多夫·格鲁纳 (Dov Gruner)被耶路撒冷军事法庭判处死刑后，伊尔贡人绑架了两名英国人质：一名退役英国少校海·柯林斯 (HAI Collins) 以及一名英国法官拉尔夫·温德姆 (Ralph Windham) 。当他在特拉维夫法庭审理案件时。英国立即对特拉维夫以及耶路撒冷和海法的大部分地区实施宵禁。在犹太事务局被非正式告知格鲁纳不会被处决后，两人被释放。 
1947年2月上旬，英国发起“波利行动”，从巴勒斯坦撤离所有非必要的英国平民。 2月份发生了多起地雷袭击事件，石油管道遭到破坏。 2 月 19 日，艾因谢梅尔机场发生迫击炮袭击，位于海法的巴克莱银行也遇袭，造成一名英国平民和两名犹太人死亡。 

### 戒严时期

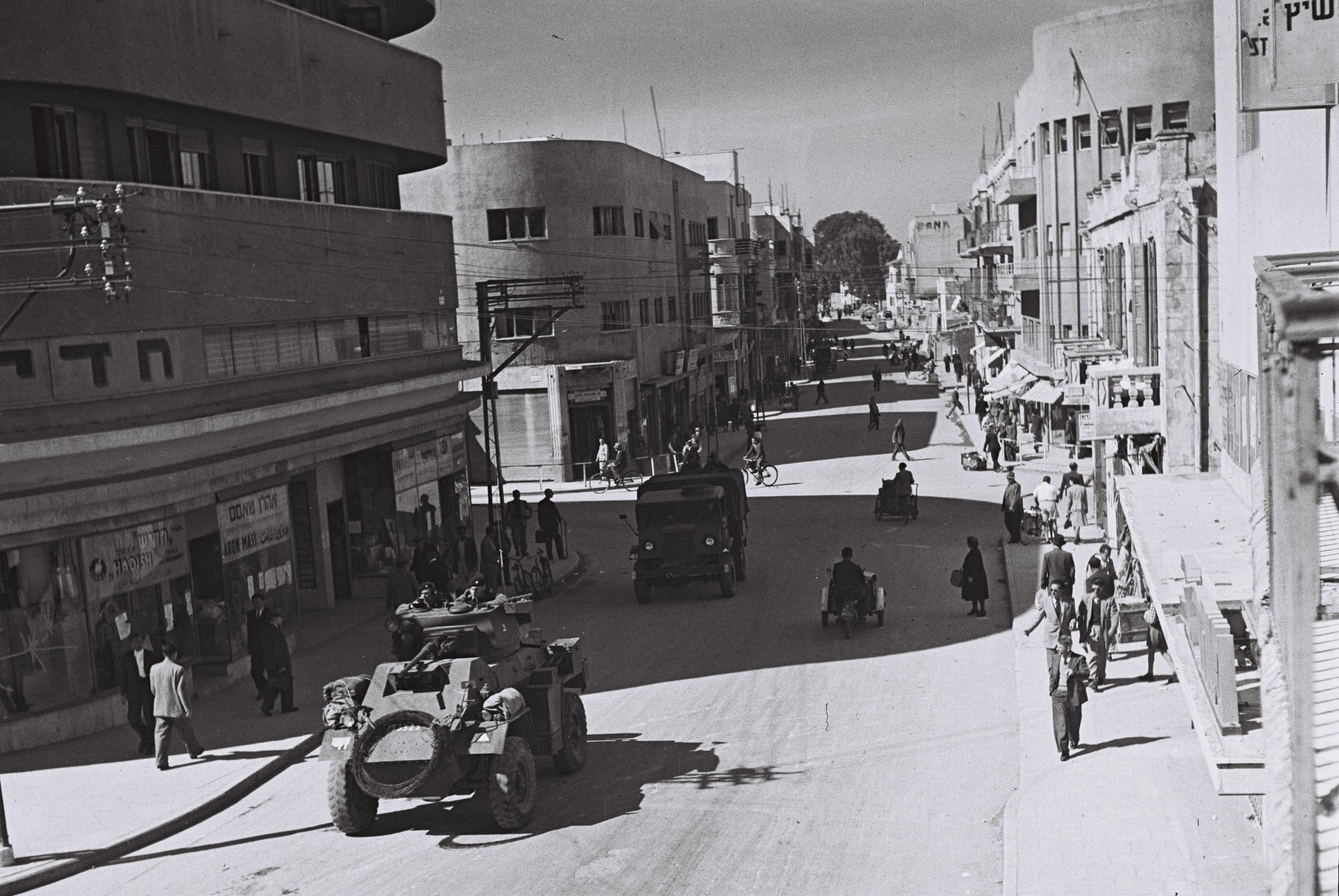
宵禁三小时休息期间，英国陆军车辆在特拉维夫的街道上巡逻

巴勒斯坦政府越来越多地威胁要对犹太地区实施戒严，以应对持续的叛乱活动。伊尔贡人很好奇戒严令会产生什么影响，并决定故意挑衅，于3月1日在巴勒斯坦全境发动一波袭击。
1947年3月1日，伊尔贡在巴勒斯坦各地发动了一系列袭击，首先袭击了位于耶路撒冷安全区的戈德史密斯军官俱乐部。在机关枪的掩护下，伊尔贡突击队开着一辆偷来的军用卡车来到俱乐部，这辆卡车穿过俱乐部附近一个军用停车场入口周围铁丝网防御的缺口。三名伪装成英国陆军的伊尔贡成员从卡车上跳下来，向建筑物投掷炸药，然后迅速撤退。爆炸对大楼造成严重破坏，造成楼内13人死亡。袭击期间，附近的一辆英国警车被机关枪扫射，造成一名警察死亡、三人受伤。伊尔贡还在城际道路上对英国军用车辆进行了地雷袭击。一辆侦察车在海法-雅法公路上引爆地雷，造成两名士兵死亡；另一名士兵在特拉维夫被车辆地雷炸死。位于哈德拉、帕尔德斯汉纳和拜特利德的陆军仓库遭到迫击炮和机关枪的袭击，海法的一个军车停车场遭到袭击，15辆汽车被毁。一系列的袭击共造成18人死亡，其中包括13名平民。    
英国迅速实施宵禁并进行搜查。第二天，当局宣布在特拉维夫大都市区实施戒严，范围包括特拉维夫、拉马特甘、贝内贝拉克、吉夫阿塔伊姆和佩塔提克瓦、沙龙平原以及位于耶路撒冷的四个犹太人区。在特拉维夫地区，该行动代号为“河马行动”，而在耶路撒冷地区，该行动代号为“大象行动”。多达30万犹太人受到影响。戒严地区的犹太居民每天除了三个小时外都实行宵禁。民事服务被暂停，对民事刑事犯罪的管辖权从民事法院转移到军事法院。大多数电话服务被切断，禁止驾驶非安全部队车辆，进出受影响地区需要许可证。英国士兵在整个受影响地区进行了搜查。士兵们被授予治安权力，并被告知一见到违反宵禁的人就开枪射击。在特拉维夫，行人和驾车者遭到军队射击，一名犹太官员的汽车也被子弹打得千疮百孔。在耶路撒冷，英国军队在戒严期间杀害了两名犹太平民，其中包括一名站在耶路撒冷家阳台上的四岁女孩。实施戒严令的目的既是为了搜查伊尔贡和莱希成员，也是为了给犹太定居点造成经济损失，作为对犹太事务局和犹太人未能与当局合作镇压叛乱的集体惩罚。 
尽管如此，伊尔贡和李海在戒严区内外的袭击仍在继续。宣布戒严当天，三名英国士兵在海法的卡梅尔山的地雷袭击中丧生，另一名士兵在哈德拉被地雷炸死。在整个戒严期间，对军事和警察设施和车辆的袭击以及铁路破坏仍在继续。海法市政府的办公室于3月5日被摧毁，两天后，伊尔贡突击队同时袭击了特拉维夫的三个目标，其中包括陆军总部。3月12日，伊尔贡在黎明前袭击了耶路撒冷施奈勒尔孤儿院的皇家陆军军饷营地，该孤儿院位于英国安全区内的戒严地区。在突破外围防御工事并剪断铁丝网后，他们在火力掩护下在设施内设置了炸药。由此产生的爆炸严重损坏了设施并杀死了一名英国士兵。3月14日，海法的一条石油管道和贝尔雅科夫附近的一段铁路线被炸毁。
戒严令于3月17日解除。当局宣布，已有78人因涉嫌叛乱活动而被捕，其中15人被确定为莱希成员，12人为伊尔贡成员，其余人“有关联”。戒严令导致定居点遭受了估计1000万美元的经济损失。 戒严期间袭击事件持续不断，3月1日至13日期间，14名英国人员和15名平民在叛乱分子袭击中丧生。戒严令解除后，针对安全部队的袭击和石油管道破坏仍在继续，3月20日拉姆拉的袭击导致一名军官死亡，雷霍沃特的一次地雷袭击导致一名士兵死亡。  3月29日，一名英国军官和一名警察在骑马时被枪杀。

### 顶峰
3月31日凌晨，李海对石油工业发起了此次战役中最具破坏性的袭击。海法炼油厂内引爆了两枚炸弹，导致该设施起火。油罐失控地燃烧了近三周，直到4月18日火势才得到控制。 4月8日，两名英国警员在耶路撒冷遭到枪击，其中一人死亡。特拉维夫、海法和内坦亚发生了一系列伊尔贡袭击事件。面对持续不断的袭击，英国人以集体惩罚和死刑作为回应，以重新确立权威。4月14 日，当局将110名犹太人驱逐出海法哈达尔哈卡梅尔社区的家中，作为对十天前附近道路上一辆英国吉普车遭遇地雷袭击的集体惩罚。 4月16日，四名被判处死刑的伊尔贡战士在阿卡监狱被处决。第二天，当局计划于4月21日处决伊尔贡士兵梅厄·范斯坦 (Meir Feinstein)和莱希战士摩西·巴拉扎尼 (Moshe Barazani) ，并正在耶路撒冷中央监狱等待处决。伊尔贡试图寻找英国人质以挽救他们的生命，但英国人预料到了这一点，因此将几乎所有部队限制在军营或安全区内，伊尔贡巡逻队在街道上徘徊寻找脆弱的士兵，但徒劳无功。然而，伊尔贡确实成功地将一枚手榴弹运给了他们。尽管他们原本计划用手榴弹杀死刽子手，但在得知拉比将陪他们上绞刑架后，他们在处决前几个小时拥抱在一起，引爆手榴弹自杀。伊尔贡随后试图绑架英国人并绞死以示报复，但始终失败，最终在一群伊尔贡最终从酒吧抓住了一名英国商人，但在得知他是犹太人后饶了他的生命后。 
在此期间，伊尔贡和莱希继续进行正常的军事行动。 4月18日，一名英国士兵在针对医疗设施袭击中丧生，两天后红十字会仓库遭到轰炸，造成多名士兵受伤。4月21日，三个地点发生针对军车的袭击，两辆吉普车被炸毁。4月22日，开罗至海法列车出轨后在雷霍沃特附近遭遇袭击，五名英国士兵和三名平民被杀。另一名士兵在耶路撒冷的袭击中丧生。4月25日，一辆从载有炸弹的面包车袭击了位于萨罗纳的警察局，造成四名英国警员死亡。第二天，莱希刺杀了海法刑事调查局局长、助理警察局长阿尔伯特·康奎斯特。 

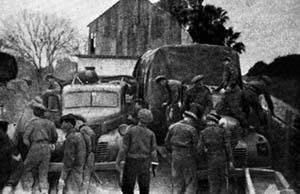
身着英国陆军制服的伊尔贡成员准备进行越狱

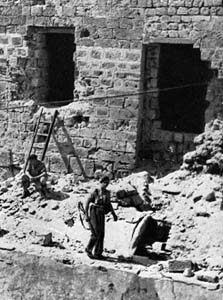
打破后的阿卡监狱围墙

1947年5月4日，伊尔贡组织了一场越狱行动。一支伪装成英国军事车队的伊尔贡车队进入阿卡，伪装成英国士兵的伊尔贡成员用炸药在阿卡监狱的墙上炸出一个洞，41名伊尔贡和莱希成员则冲上前带着偷运给他们的炸药穿过内门。他们逃跑时点燃了炸药，导致监狱内进一步混乱。囚犯们趁机从洞口逃脱并登上卡车，然后卡车沿着指定的逃生路线逃离阿卡。与此同时，伊尔贡封锁小队在除指定逃生路线外的所有通往阿卡的道路上埋下了地雷，伊尔贡小队对英国陆军营地发动迫击炮袭击，然后撤退以拖延英军的反应。五名英国士兵在地雷爆炸中受伤。然而，其中一支阻击小队未能及时撤退，被俘虏。第一辆逃生卡车撞上了英国的路障，所有逃亡者被杀或被抓获，其中一人被友军误伤身亡。第二辆卡车突然起火，但仍然成功逃脱。伊尔贡袭击方共有四人被杀，五人被俘，其中五名逃亡者被杀。在41名越狱者中，有27人成功逃脱，另外还有214名阿拉伯囚犯趁乱逃跑。 
突袭阿卡监狱两天后，罗伊·法兰指挥的特警部队绑架的17岁莱希成员亚历山大·鲁博维茨 (Alexander Rubowitz)，随后鲁博维茨被法兰杀害，并酿成丑闻。法兰因这件事受到审判，但被无罪释放。 
伊尔贡和莱希继续定期发动袭击，如铁路破坏、炸弹袭击、地雷、枪击和石油管道破坏。但是，伊尔贡高级指挥部最紧迫的问题是在袭击阿卡监狱期间，袭击方中有五名成员被抓获。可以肯定的是，他们将受到审判并被判犯有死刑，虽然其中两人，阿姆农·迈克尔洛夫和纳赫曼·齐特鲍姆，在法律上是未成年人，因此太年轻，不能被绞死，但其他三人，阿夫沙洛姆·哈维夫，梅尔·纳卡尔和雅科夫·韦斯，不是未成年人，因此被判处死刑的几率很大。
伊尔贡立即开始寻找人质来进行交换。两名警察在海尔兹利亚的一个游泳池中被绑架，但不久后逃脱。在此期间，哈加纳开展了一场被伊尔贡称为“小赛森”的战役。由于联合国巴勒斯坦问题特别委员会（UNSCOP）于6月16日抵达巴勒斯坦，调查巴勒斯坦局势并提出解决方案，哈加拿采取行动限制伊尔贡，阻止了伊尔贡的几次行动。然而，哈加拿并没有像“狩猎季节”期间那样直接与安全部队合作，将地下组织成员交给英国人。联合国特别报告员抵达的同一天，英国军事法庭判处哈维夫、纳卡尔和韦斯死刑。莱希决定通过袭击英国人来为亚历山大·鲁博维茨的死报仇时，伊尔贡继续搜寻人质的行动面临着进一步的复杂化。由于担心英国会采取更多更严密的安全措施，寻找人质会更加困难，伊尔贡要求莱希推迟计划中的袭击，莱希同意推迟一周。在试图抓捕一名警察和一名行政官员失败后，李海发起了一系列枪击袭击。三名英国士兵在特拉维夫的一次袭击中丧生，一名英国军官在海法一家咖啡馆的袭击中丧生。四名士兵也在海尔兹利亚的海滩的一次袭击中受伤。
7月11日，伊尔贡在内坦亚绑架了两名英国士兵克利福德·马丁和默文·佩斯，作为三名被判处死刑的伊尔贡人的人质。英国陆军随后在内坦亚和周边地区的二十个犹太人定居点周围设置了警戒线，行动代号为“老虎行动”。军队在该地区搜寻人质，哈加拿也参与针对两名人质进行了搜查。与此同时，犹太事务局要求饶恕三名被定罪的伊尔贡成员的性命。两名人质被关在一家钻石工厂下面的掩体里，安全部队尽管对工厂进行了两次搜查，但仍未找到该掩体。  
7月，伊尔贡和莱希发起了大规模攻击，哈加拿也对英国采取了行动，帕尔马赫袭击了位于卡梅尔山的雷达站，并破坏了英国的一艘运输船。  7月的最后两周，一个发生了100多起袭击事件，安全部队造成13人死亡、77 人受伤，但才杀死一名犹太叛乱分子。 

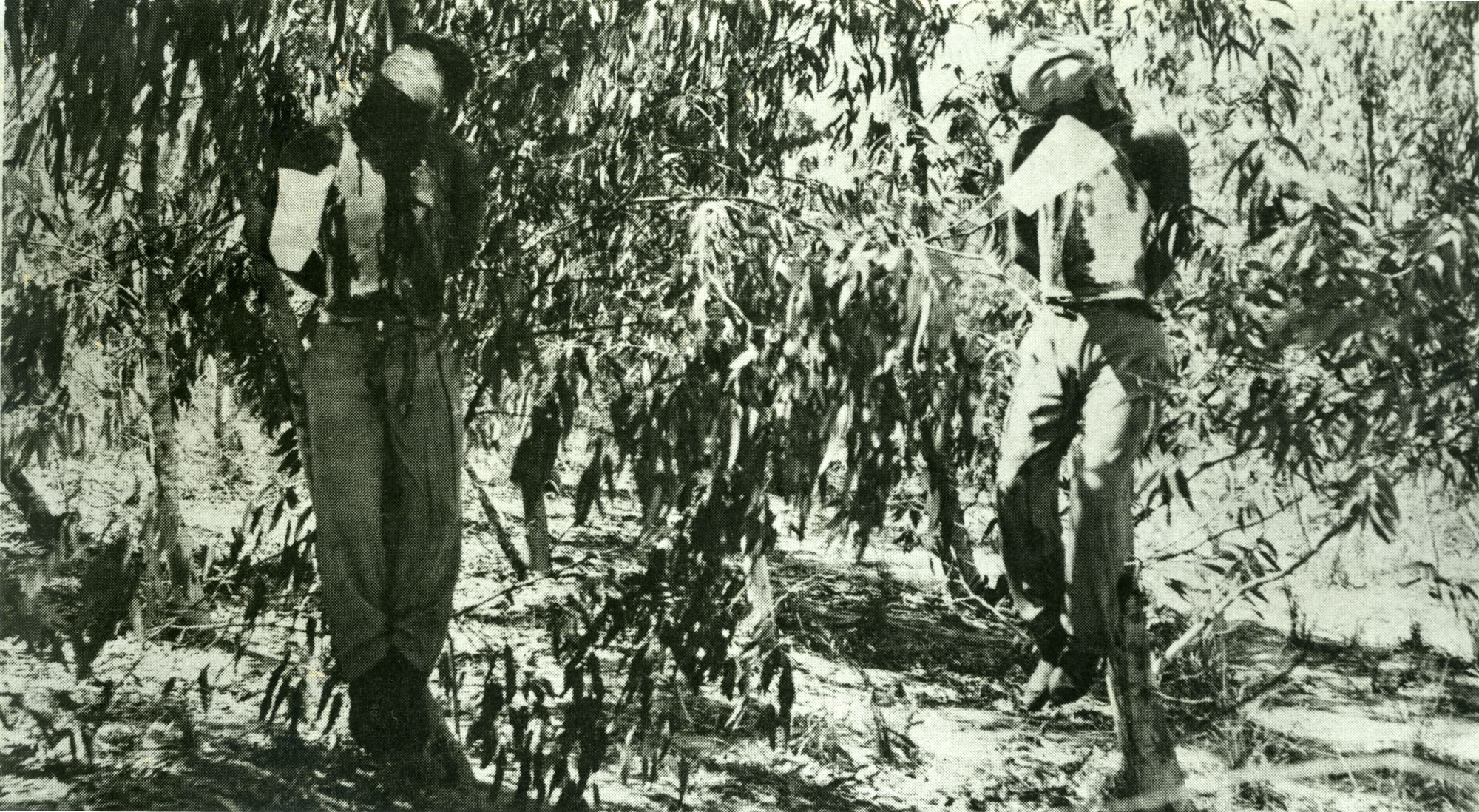
被绞死的两名英国人质

7月29日，英国当局在阿卡监狱处决了哈维夫、纳卡尔和韦斯。随后。伊尔贡处决了马丁和佩斯并将他们的尸体挂在内坦亚的树林中进行报复。尸体上埋有爆炸性地雷，当马丁的尸体被英国人放下时，炸弹爆炸并炸伤了一名英国军官。该事件引起巴勒斯坦安全部队以及英国公众和政府的广泛愤怒。英国警察在特拉维夫发动了暴乱，造成5名犹太平民死亡、15人受伤。英国爆发了针对此次事件的反犹太骚乱。英国的反应是逮捕了包括特拉维夫、内坦亚和拉马特甘市长在内的35名犹太政治领导人，并未经审判就关押他们，贝塔尔被取缔，其总部遭到突袭，军队被授权惩罚性拆除犹太人的房屋。8月5日，在例行搜查中发现耶路撒冷的一处犹太人住宅内藏有武器后，该住宅被英国拆除。
两名英国人质被处决被广泛视为一个转折点，最终打破了英国留在巴勒斯坦的意愿。英国国内逐渐形成共识，认为是时候离开巴勒斯坦了。与此同时，伊尔贡对铁路系统发起了新一波袭击，一名伊尔贡成员在耶路撒冷皇家空军驻地的袭击中丧生。8月5日，伊尔贡轰炸耶路撒冷劳工部大楼，造成3名英国警察死亡。整个八月，英国士兵因为处决人质的时间而广泛愤怒，犹太平民多次遭到英国军队的袭击。英国军队在里雄莱锡安的软饮料摊向一群男子开枪，并在逃跑前向前来调查的犹太警察开枪，导致一名犹太男子被杀；一名9岁的儿童在耶路撒冷的一场乱枪中丧生。  尽管如此，随着犹太人和阿拉伯人之间的冲突逐渐加剧，犹太人和英国人的冲突开始逐渐减弱。

### 最后阶段
1947年9月，英国内阁决定撤离巴勒斯坦。尽管从9月到11月底发生了一些枪击和爆炸袭击事件，导致多名士兵和警察死亡。10月底，哈加拿与伊尔贡再次爆发冲突，哈加拿在里雄莱锡安射杀了两名伊尔贡成员，但冲突最终平息。包括三名女性成员在内的五名莱希成员也在对赖阿纳纳的安全屋的突击中被杀，这引发了莱希对英国士兵、警察和平民的报复性杀害。 
1947年11月29日，联合国根据联合国大会第181号决议中的《联合国巴勒斯坦分治计划》，建议将巴勒斯坦分为犹太国家和阿拉伯国家。随后，托管地就陷入了犹太人和阿拉伯人之间的内战。尽管哈加拿、伊尔贡和莱希的重点是与阿拉伯人作战，但针对英国的叛乱仍在继续。这一时期发生的一件值得注意的事件是1948年开罗-海法火车爆炸袭击事件，造成28名英国士兵死亡。
英国托管于1948年5月15日结束，以色列国于前一天宣布独立，随后以色列与其邻国阿拉伯国家之间爆发了1948 年阿以战争。

### 宣传活动
叛乱活动与当地和国际宣传运动相结合，以获得国外的同情。当局公开了大屠杀幸存者的困境以及英国试图阻止他们移民到巴勒斯坦的努力，希望在世界各地引起针对英国的负面宣传。本·古里安公开表示，犹太叛乱“因绝望而滋生”，英国已“向犹太复国主义宣战”，英国的政策是“消灭犹太人作为一个民族”。
特别重要的是英国拦截携带犹太移民的封锁者。出埃及号事件尤其成为媒体重大事件。针对英国对待难民的方式的宣传在世界各地传播，其中包括声称这艘船是“漂浮的奥斯维辛”。在一次事件中，一名婴儿在 一艘移民組織B的船上死亡，该船停靠在海法以后，乘客将婴儿尸体被公开展示给媒体，并称“肮脏的纳粹英国刺客”用毒气杀死了这个无辜的受害者。”    
通过组织良好的国际宣传活动，伊尔贡和莱希接触了潜在的国际支持者，特别是在美国犹太人中，很多美国犹太人越来越同情以及支持犹太复国主义事业并敌视英国。他们的宣传声称：英国对犹太移民的限制违反了国际法；英国对巴勒斯坦的统治是压迫性的，并将该国变成了一个警察国家。英国的政策类似纳粹和反犹太主义；叛乱是犹太人的自卫；叛乱分子正在取得胜利，英国从巴勒斯坦撤军是不可避免的。这种宣传，加上英国官员和安全部队成员被解读为反犹太主义的言论和行动，为叛乱分子赢得了国际信誉，并进一步损害了英国的形象。  
英国当时正在与美国谈判一笔对英国经济至关重要的贷款，也因此很多犹太幸存者鼓励美国国会通过贷款向英国施压以换取其停止镇压犹太人。许多美国犹太人最初在政治上积极向国会施压，要求暂停贷款担保，但犹太团体和政界人士后来收回了支持，转而支持贷款，因为担心被他们被指控对美国不忠诚。美国总统哈利·S·杜鲁门就英国政府处理巴勒斯坦局势的方式向英国政府施加了压力。战后巴勒斯坦冲突对英美关系造成的损害比任何其他问题都大。  

### 英国决定离开巴勒斯坦
从1946年10月起，温斯顿·丘吉尔开始呼吁将巴勒斯坦交给联合国。 
叛乱期间，英国政府在伦敦组织了犹太复国主义者和阿拉伯代表之间的会议，试图寻炸解决方案，通过和平来解决问题。然而，这些会谈没有结果。除了在阿拉伯统治下统一巴勒斯坦之外，阿拉伯人不愿意接受任何解决方案，而犹太复国主义者则坚决拒绝这一提议，而是建议分治。在意识到阿拉伯人和犹太人都不愿意妥协后，贝文开始考虑将这个棘手的问题移交给联合国。 
英国越来越开始认为镇压犹太人叛乱是代价高昂且徒劳的，他们的决心也开始减弱。英国安全部队不断的有人员伤亡，但由于其打了就跑的战术、情报薄弱以及平民不合作，英国无法有效的镇压叛乱分子。叛乱分子也导致国家失控。大卫王酒店爆炸事件导致许多的公务员死亡和以及大量的政府文件丢失，这些行动破坏了英国政府的权威，而针对英国车辆的简易爆炸装置袭击开始限制英国陆军在全国各地的行动自由。阿卡越狱事件以及伊尔贡对英国士兵的鞭打和处决羞辱了英国当局，进一步表明他们无法控制局势。
针对经济目标的攻击给英国造成了近200万英镑的经济损失，但英国每年支付约4000万英镑用于在巴勒斯坦驻军。而与此同时，该国正经历二战造成的严重经济危机，停电、配给制度以及严重依赖美国的经济援助。还有迹象表明，叛乱分子开始将战争带回英国，例如伦敦发生的几起成功的爆炸事件和针对英国政界人士的信件轰炸活动。此外，英国对待大屠杀幸存者的方式和在巴勒斯坦的策略给英国在世界各地，特别是美国带来了不好的声誉，并让英国政府不断受到杜鲁门政府的外交压力。
1947年1月，英国要求所有非必要的英国平民均从巴勒斯坦撤离。1947年2月14日，英国外交大臣欧内斯特·贝文通知下议院，巴勒斯坦问题将提交联合国处理。
1947 年，犹太联合会美国分会筹集了1.5亿美元，并将其一半指定用于巴勒斯坦。据《泰晤士报》报道，除英国外，巴勒斯坦向英镑区输送的美元比任何其他国家都多。 
1947年4月，巴勒斯坦问题被正式提交给联合国。此时，已有超过10万名英国士兵驻扎在巴勒斯坦。移交联合国导致巴勒斯坦未来一段时期的不确定性。联合国派出一个委员会，即联合国巴勒斯坦问题特别调查委员会（UNSCOP）来调查这一问题。1947年8月31日，UNSCOP 建议将巴勒斯坦分为犹太国家和阿拉伯国家。 1947年9月20日，英国内阁投票决定撤离巴勒斯坦。 
尽管叛乱在说服英国退出巴勒斯坦方面发挥了重要作用，但其他因素也影响了英国的政策。英国的经济危机、美国对英国的经济压力和外交压力、其他殖民地的独立运动、众多殖民地和军事基地的开销以及海外承诺都给英国政府带来了巨大的财政负担。与此同时，英国在印度殖民统治结束后，也失去了其中东政策的核心理论基础。英国的中东政策一直都是为保护其通往印度的海上交通线的侧翼为中心。印度独立后，英国不再需要巴勒斯坦。

### 分裂和内战
UNSCOP针对巴勒斯坦问题进行进行研究之后，建议两国分治。1947年11月29日，联合国大会投票建议将巴勒斯坦分为两个国家——一个阿拉伯国家和一个犹太国家。分治决议 打算将巴勒斯坦的管理权交给五名联合国代表，并在犹太国家建立之前犹太人可以自由移民到犹太地区：
强制权力应尽最大努力确保位于犹太国家领土内的地区，包括足以为大量移民提供服务的海港和内陆，应尽早撤离，无论如何不得晚于1948年2月1日。 
英国拒绝遵守这些条件，理由是阿拉伯人无法接受这一决定。它既不允许犹太移民超出每月配额，也不将控制权授予联合国代表。英国驻联合国大使发表声明称，随着任务期限的终止，塞浦路斯的囚犯将被释放。 英国还拒绝与派来监督过渡的联合国委员会合作。1948年1月，当委员会的六名成员抵达巴勒斯坦时，艾伦·坎宁安为他们分配了耶路撒冷一间不通风的地下室供他们工作，还逐渐减少他们的食物和水迫使他们无法履行职责。 
在英国统治的剩余时期，英国的政策是确保阿拉伯人不反抗英国或指责其分治。英国深信分治是行不通的，因此拒绝将英国军队留在巴勒斯坦领土或将其军队变成阿拉伯军队的方式来协助联合国。另一方面，“犹太人认为阿拉伯入侵的危险威胁到了他们的生存。由于对阿拉伯人的真正军事能力没有真正的了解，犹太人从字面上理解阿拉伯的宣传，为最坏的情况做好准备并做出相应的反应。” 
随着英国开始撤军，巴勒斯坦犹太人和阿拉伯人之间爆发了内战。在此期间，除了限制犹太移民外，英国还将战略军事和警察职位移交给阿拉伯人，但阿拉伯人放弃了这些职位，并冻结了犹太事务局在伦敦银行的资产。 然而，英国人通常不参与战斗，只是偶尔进行干预。即便如此，他们有时还是会陷入交火之中，或者被人故意袭击，抢夺武器。 几乎没有证据表明贝文尽管对犹太复国主义怀有敌意，但他想在这个诞生之初就扼杀这个犹太国家。相反，他主要关心的似乎是确保埃及保留对其占领的内盖夫部分地区的控制，以便英国在埃及和约旦之间建立陆地联系。 
1948年2月22日，阿拉伯武装分子在耶路撒冷本耶胡达街引爆了一辆装满炸药的卡车，造成约60人死亡。两名英国逃兵协助了这次袭击为了报复，莱希在两列火车上埋下了地雷。第一次此类袭击发生在2月29日，袭击了雷霍沃特以北一列军列，造成 28 名英国士兵死亡、35 人受伤。3月31日的另一次袭击造成40人死亡，60人受伤。虽然火车上有士兵，但伤亡者全部是平民。

1948年4月，联合国安全理事会呼吁各国政府阻止战斗人员或武器进入巴勒斯坦。 
巴勒斯坦五个半月的内战见证了犹太人的决定性胜利。以哈加拿为首的犹太军队巩固了对巴勒斯坦沿海平原、耶斯列和约旦河谷的狭长领土的控制，并镇压了巴勒斯坦阿拉伯民兵。

## 后续
由于国际联盟的所有托管地都将由新的联合国接管，英国宣布将在1948年8月1日之前离开巴勒斯坦，后来将托管地终止日期定为5月15日；1948年5月14日，犹太复国主义领导人宣布以色列独立宣言。几个小时后，即1948年5月15日午夜，英国对巴勒斯坦的委任统治正式到期，以色列国正式成立。
托管结束后数小时，周边四个阿拉伯国家的军队进入巴勒斯坦，引发了1948年阿以战争。随着战争的进展，以色列军队获得了优势，因为来自欧洲的武器和军事装备不断增加，这些武器和军事装备是秘密走私或由捷克斯洛伐克提供的。接下来的几个月里，以色列开始扩大其控制的领土。
在整个1948年阿以战争中，有40名英国军官在约旦军队（当时称为阿拉伯军团）服役，阿拉伯军团的指挥官是英国将军约翰·巴戈特·格鲁布。
1948年5月28日，联合国安理会就巴勒斯坦问题进行辩论。英国提议限制武器和适龄人员进入巴勒斯坦。应美国要求，禁令扩大至整个地区。法国的一项修正案允许移民，只要不从移民中招募士兵即可。 
此时，英国已释放了塞浦路斯拘留营中的几乎所有囚犯，但营地中仍关押着约11,000名被拘留者，其中主要是适龄男性。 英国以及德国和奥地利的美国占领区当局对战争期间试图对参军适龄的犹太人实行移民限制。 

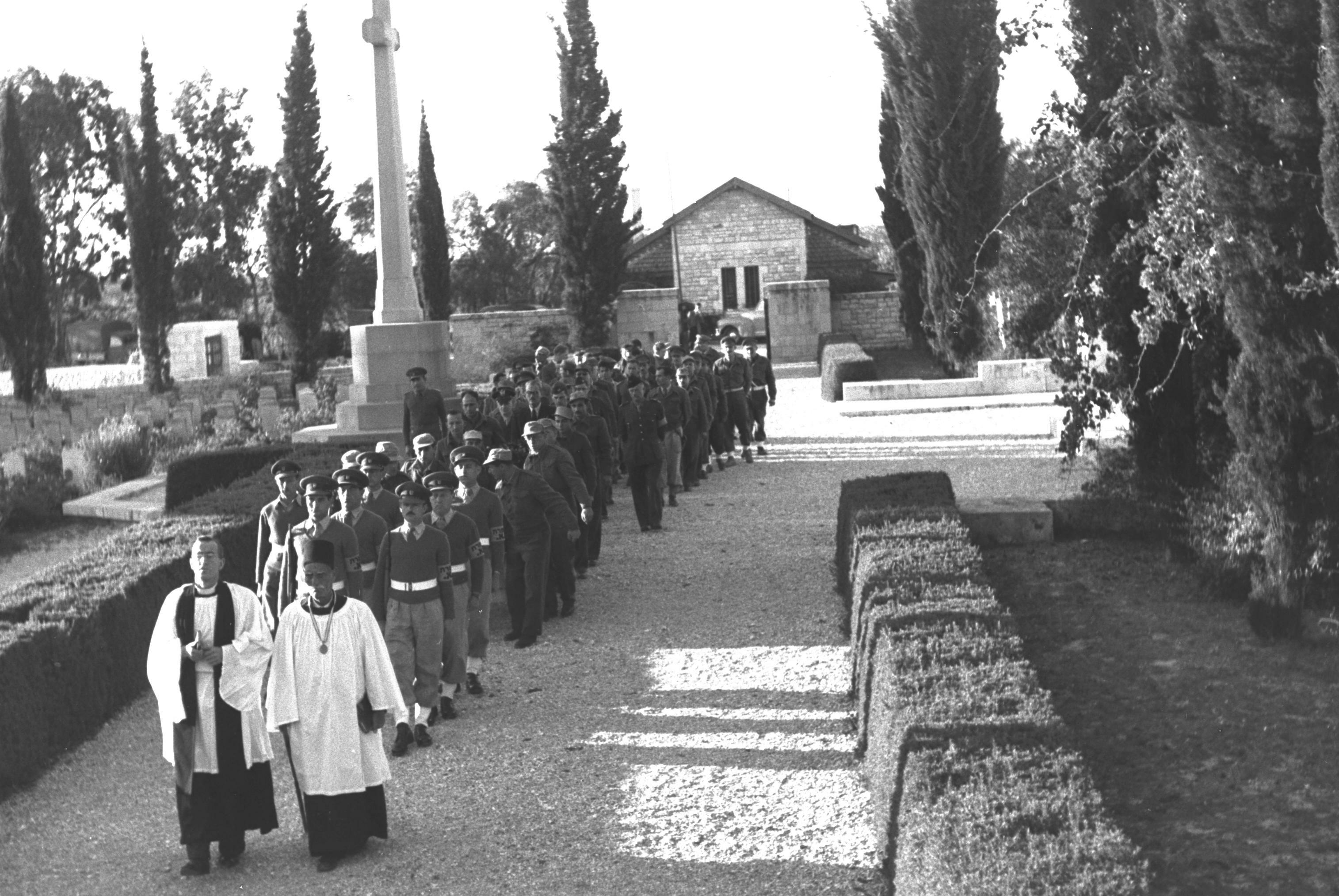
给阵亡的英国飞行员的葬礼

向内盖夫开进的以色列军队

1948年10月，以色列开始攻占内盖夫。 1948年12月，以色列军队入侵埃及领土20英里。根据英埃条约的条款，如果以色列入侵，埃及人可以请求英国帮助。在此期间，英国皇家空军开始几乎每天在以色列和西奈半岛上空执行侦察任务，英国皇家空军的飞机从埃及空军基地起飞，有时与埃及战机并肩飞行。1948年11月20日，以色列空军在以色列上空击落一架英国侦察机，造成两名飞行员死亡。
1949年1月7日，英国皇家空军的一架飞机飞越西奈半岛时，被以色列军队误认为是埃及飞机，随后以色列军队击落了五架英国战斗机。两名飞行员被阵亡，一名飞行员被以色列军队俘虏并被以色列拘留。英国国防委员会响应这一事件和约旦的请求，派遣两艘载有武装人员和武器的驱逐舰前往外约旦。 以色列向联合国投诉称这些部队违反了联合国安理会第50号决议。英国否认了这一点，声称该决议不适用于英国，而且这些部队并不是新来到该地区的，因为他们是从埃及调来的。 作为报复，英国还设法阻止航空烈酒和其他必需燃料运抵以色列。
当以色列国防军开进内盖夫时，英国政府发起了一场外交行动，以阻止以色列占领整个地区。英国将内盖夫视为埃及和外约旦之间的战略陆桥，对英国和西方在中东的利益至关重要，并急于防止它落入以色列手中。 1948年10月19日，英国驻联合国代表亚历山大·卡多根爵士敦促对以色列实施制裁。英国认为，如果他们保持对从埃及到外约旦的陆桥的事实上的控制，将符合他们和西方的战略利益，外交大臣欧内斯特·贝文试图说服美国政府支持他的立场并迫使以色列撤军。贝文特别希望将以色列南部边界限制在加沙-杰里科-贝尔谢巴公路上。英国驻开罗大使罗纳德·坎贝尔爵士在1949年1月致贝文的电报中主张对以色列进行军事干预，以阻止以色列国防军侵入内盖夫。然而，英国的外交行动未能说服美国政府对以色列采取行动，美国总统杜鲁门称内盖夫为“一个不值得争论的小地区”。国际和国内日益增多的批评迫使英国结束了干预战争的企图，贝文命令英国军队远离内盖夫的以色列人。
英国内阁最终决定可以采取行动保卫外约旦，但英国军队在任何情况下都不会进入巴勒斯坦。
1949年1月17日，参谋长向内阁通报了中东发生的事件。卫生大臣安奈林·贝万对国防委员会未经内阁批准就向外约旦运送武器的决定提出抗议。他抱怨英国在巴勒斯坦的政策不符合工党政策的精神和传统，并得到副首相赫伯特·莫里森和财政大臣斯塔福德·克里普斯的支持。 
1949年1月，英国内阁投票决定继续支持阿拉伯国家，但也投票承认以色列并释放塞浦路斯最后一批被拘留的犹太人。最后一批被拘留者于一月份开始离开塞浦路斯，不久之后，英国正式承认以色列。 

## 伤亡
英国当局记录的1945年8月至1947年8月期间的伤亡情况如下所示。 
|              | 死亡 | 受伤 | 全部 |
| ------------ | ---- | ---- | ---- |
| 英国人       | 141  | 475  | 616  |
| 犹太叛乱分子 | 40   | 23   | 63   |
| 犹太平民     | 25   | 115  | 140  |
| 阿拉伯人     | 44   | 287  | 331  |
| 其他         | 10   | 12   | 22   |
| 总计         | 260  | 912  | 1172 |